# Ярослав Владимирович Мудрый
Яросла́в Влади́мирович (др.-рус. Ꙗрославъ Володимѣричь; в поздней историографической традиции Яросла́в Му́дрый; около 978 — 20 февраля 1054, Вышгород; в крещении Георгий/Юрий) — князь ростовский (987—1010), князь новгородский (1010—1034), великий князь киевский (1016—1018, 1019—1054).
Ярослав Владимирович — сын князя Владимира Святославича (из рода Рюриковичей) и полоцкой княжны Рогнеды Рогволодовны, отец, дед и дядя многих правителей Европы. При крещении был наречён Георгием. В Русской православной церкви и Православной церкви Украины почитается как благоверный князь; день памяти — 20 февраля (4 марта) в високосный год или 20 февраля (5 марта) в невисокосные годы.
При Ярославе Владимировиче на Руси продолжилось строительство храмов, развивалась культура и образованность, был составлен первый известный свод законов русского права, Русская Правда. Ярослав Мудрый построил дружеские отношения со Швецией, а также наладил отношения с Византией, Священной Римской империей и другими странами Европы. Ярославу удалось победоносно завершить русско-печенежские войны и вернуть захваченные Польшей Червенские города в состав Киевской Руси.

## Год рождения Ярослава и старшинство

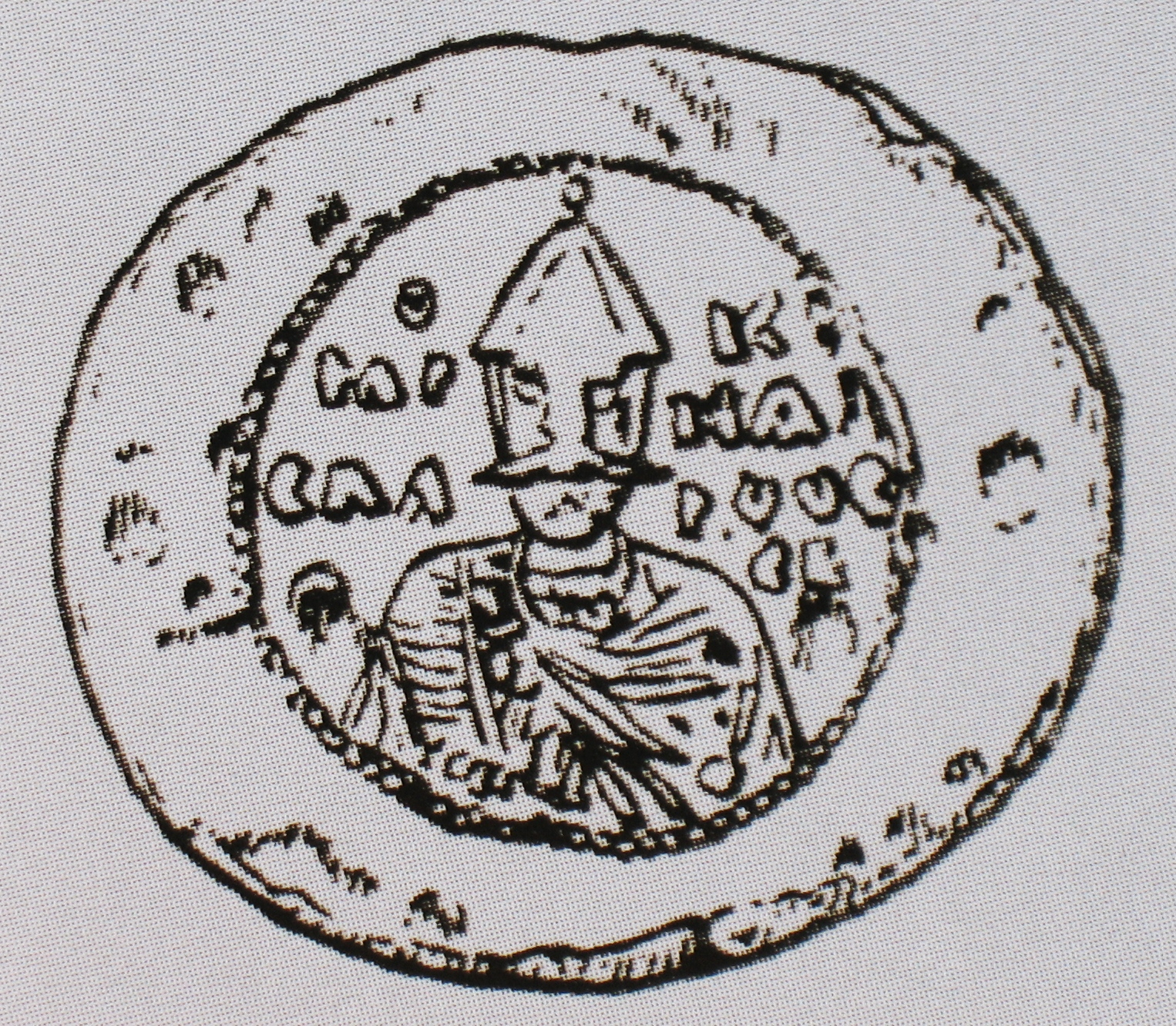
Печать князя Ярослава Владимировича, найденная на Троицком раскопе в Новгороде в 1994 году

Ярослав впервые упоминается в Повести временных лет в статье 6488 (980) года, в которой рассказано о женитьбе его отца, Владимира Святославича, и Рогнеды, а после перечисляются 4 сына, родившихся от этого брака: Изяслав, Мстислав, Ярослав и Всеволод. В статье 6562 (1054) года, где рассказывается о смерти Ярослава, говорится, что прожил он 76 лет (по древнерусскому счёту лет, то есть прожил 75 лет и умер на 76-м году жизни). Соответственно, согласно летописным известиям, родился Ярослав в 978 или 979 году. Эта дата является наиболее употребительной в литературе.
Однако существует мнение, что данный год является ошибочным. В летописной статье под 1016 (6524) годом говорится о вокняжении Ярослава в Киеве: «Бѣ же тогда Ярославъ лѣт 28».
Если верить этому известию, то Ярослав должен был родиться в 988 или 989 году. Объясняется это по-разному. Татищев считает, что имела место ошибка и должно быть не 28, а 38 лет. В несохранившихся до нашего времени летописях, бывших у него в распоряжении (Раскольничья, Голицынская и Хрущёвская летописи), было 3 варианта — 23, 28 и 34 года, а согласно Оренбургскому манускрипту дату рождения Ярослава следовало отнести к 972 году. При этом в некоторых поздних летописях читается не 28 лет, а 18 (Софийская первая летопись, Архангелогородский летописец, Ипатьевский список Ипатьевской летописи). А в Лаврентьевской летописи было указано, что «И бы тогда Ярослав Новегороде лет 28», что дало основание С. М. Соловьёву предположить, что известие относится к продолжительности новгородского княжения Ярослава: если принять правильным 18 лет — то с 998 года, а если 28 лет — то совокупное правление в Ростове и Новгороде с 988 года. Соловьёв также сомневался в правильности известий о том, что Ярославу в год смерти было 76 лет.
С учётом того, что брак между Владимиром и Рогнедой, по устоявшемуся сейчас мнению, был заключён в 978 году, а также того, что Ярослав был третьим сыном Рогнеды, он не мог родиться в 978 году. По мнению историков, датировка в 76 лет появилась для того, чтобы представить Ярослава старше Святополка. Однако, есть свидетельства о том, что именно Святополк был старшим из сыновей на момент смерти Владимира. Косвенным свидетельством этому могут служить слова Бориса, которые он сказал своей дружине, не желая занимать Киев, поскольку именно Святополк является старшим: «Не буди то — мнѣ вьзняти рукы на брата на старѣйшаго: аще отець ми умре, то сѣй ми будеть вь отца мѣсто».
В настоящий момент факт старшинства Святополка считается доказанным, а указание возраста считается свидетельством того, что летописец пытался представить старшим именно Ярослава, обосновав таким образом его право на великое княжение.
Если же принимать традиционную дату рождения и старшинство Святополка, то это ведёт к пересмотру летописного рассказа о борьбе Владимира и Ярополка за киевский престол, и отнесению захвата Полоцка и женитьбы Владимира на Рогнеде к 976 или к началу 977 года, до его ухода за море.
Дополнительные сведения о возрасте Ярослава на момент смерти представляют данные исследования костных останков Ярослава, проведённые в 1939—1940 годах. Д. Г. Рохлин указывает, что Ярославу в момент смерти было больше 50 лет и указывает в качестве вероятного года рождения 986, а В. В. Гинзбург — 60—70 лет. Основываясь на этих данных предполагается, что Ярослав мог родиться в период между 983 и 986 годами.
Кроме того, некоторые историки вслед за Н. И. Костомаровым высказывали сомнения в том, что Ярослав является сыном Рогнеды. Однако это противоречит известиям летописей, в которых Ярослав неоднократно называется её сыном. Существует также гипотеза французского историка Арриньона, согласно которой Ярослав был сыном византийской царевны Анны и именно этим объясняется вмешательство в 1043 году Ярослава во внутривизантийские дела. Однако эта гипотеза также противоречит всем другим источникам.

## Ростовский период

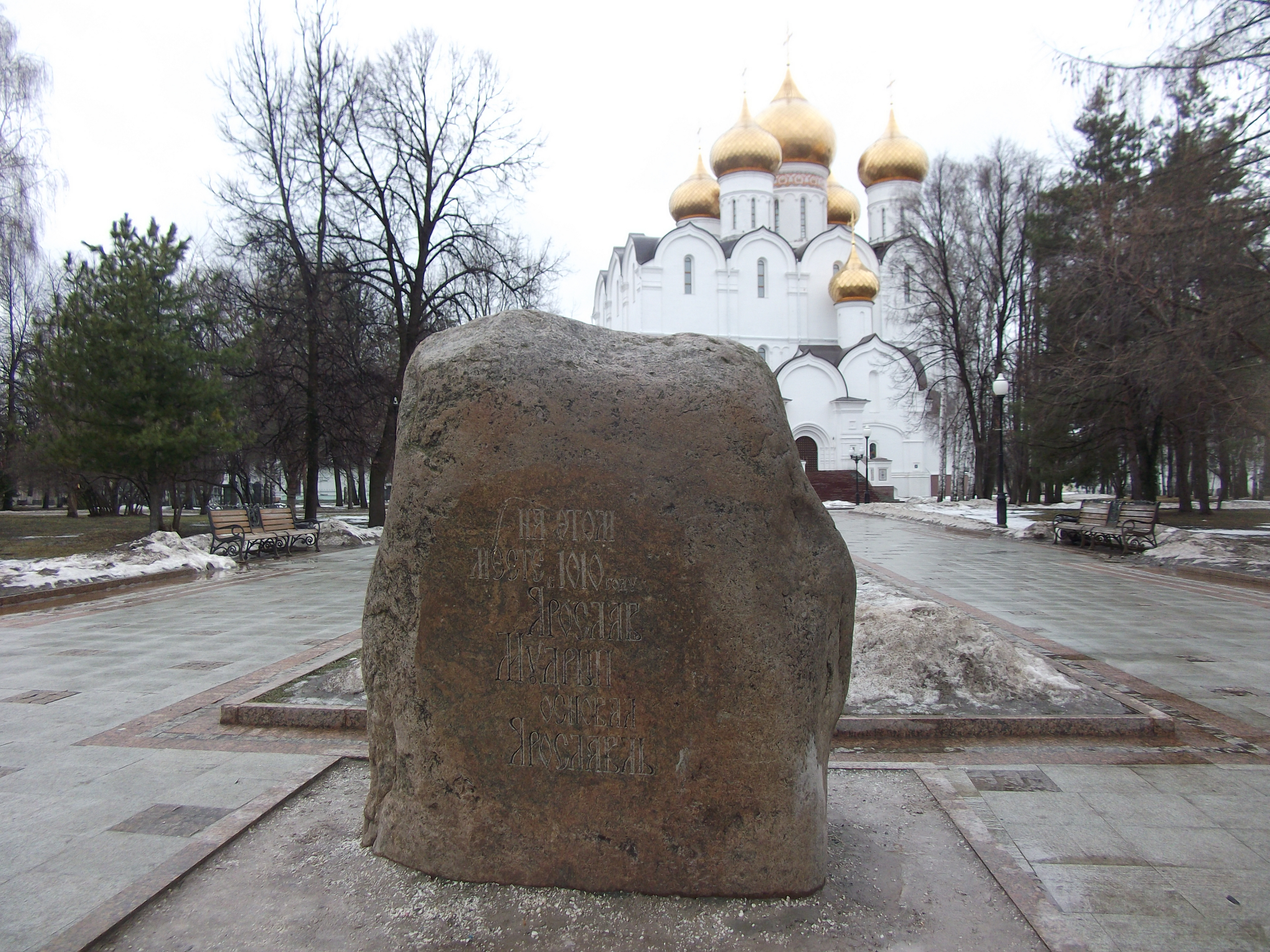
Памятный знак на легендарном месте основания Ярославля

В «Повести временных лет» за 6496 (988) год сообщается о том, что Владимир Святославич посадил своих сыновей по различным городам. В числе перечисленных сыновей есть и Ярослав, который в качестве стола получил Ростов. Однако указанная в этой статье дата, 988 год, достаточно условна, поскольку в неё вместилось много событий. Историк А. Ю. Карпов предполагает, что Ярослав мог уехать в Ростов не ранее 989 года.
В летописях о правлении Ярослава в Ростове не сообщается ничего, кроме факта посажения на стол. Все сведения о ростовском периоде его биографии носят поздний и легендарный характер, историческая достоверность их мала.
Поскольку Ярослав получил Ростовский стол ещё ребёнком, то реальная власть находилась в руках посланного с ним наставника. По мнению Карпова, этим наставником мог быть упоминаемый в летописи в 1018 году «кормилец и воевода именем Буды (или Будый)». Вероятно он был ближайшим соратником Ярослава в Новгороде, однако кормилец в период новгородского княжения ему уже не был нужен, так что вполне вероятно, что он был воспитателем Ярослава ещё во время ростовского княжения.
Со временем правления Ярослава в Ростове связывают основание города Ярославля, названного в честь князя. Впервые упоминается Ярославль в «Повести временных лет» под 1071 годом, когда описывалось вызванное голодом «восстание волхвов» в Ростовской земле. Но существуют предания, которые приписывают основание города Ярославу. Согласно одному из них Ярослав путешествовал по Волге из Новгорода в Ростов. По легенде по дороге на него напал медведь, которого Ярослав с помощью свиты зарубил секирой. После этого князь приказал срубить на неприступном мысу над Волгой небольшую деревянную крепость, названную по его имени — Ярославль. Эти события нашли отражение на гербе города. Это предание было отражено в «Сказании о построении града Ярославля», опубликованном в 1877 году. Согласно исследованиям историка и археолога Н. Н. Воронина, «Сказание» было создано в XVIII—XIX веке, однако по его предположению в основу «Сказания» легли народные предания, связанные с древним культом медведя, характерным для племён, обитавших в лесной полосе современной России. Более ранняя версия легенды приводится в статье, опубликованной М. А. Ленивцевым в 1827 году.
Однако существуют сомнения в том, что ярославское предание связано именно с Ярославом, хотя оно, вероятно, отражает некоторые факты из начальной истории города.
В 1958—1959 годах ярославский историк Михаил Германович Мейерович обосновал, что город появился не ранее 1010 года. Эта дата в настоящее время считается датой основания Ярославля.
Княжил в Ростове Ярослав до смерти своего старшего брата Вышеслава, который правил в Новгороде. «Повесть временных лет» дату смерти Вышеслава не сообщает. В «Степенной книге» (XVI век) сообщается, что Вышеслав умер раньше Рогнеды, матери Ярослава, год смерти которой указан в «Повести временных лет» (1000 год). Однако эти сведения не основаны на каких-то документах и, вероятно, являются догадкой. Другую версию привёл в «Истории Российской» В. Н. Татищев. На основании какой-то не дошедшей до нашего времени летописи (вероятно новгородского происхождения) он помещает сведения о смерти Вышеслава в статье за 6518 (1010/1011) год. Эта дата в настоящее время принята большинством историков. Сменил Вышеслава в Новгороде Ярослав.

## Новгородский период

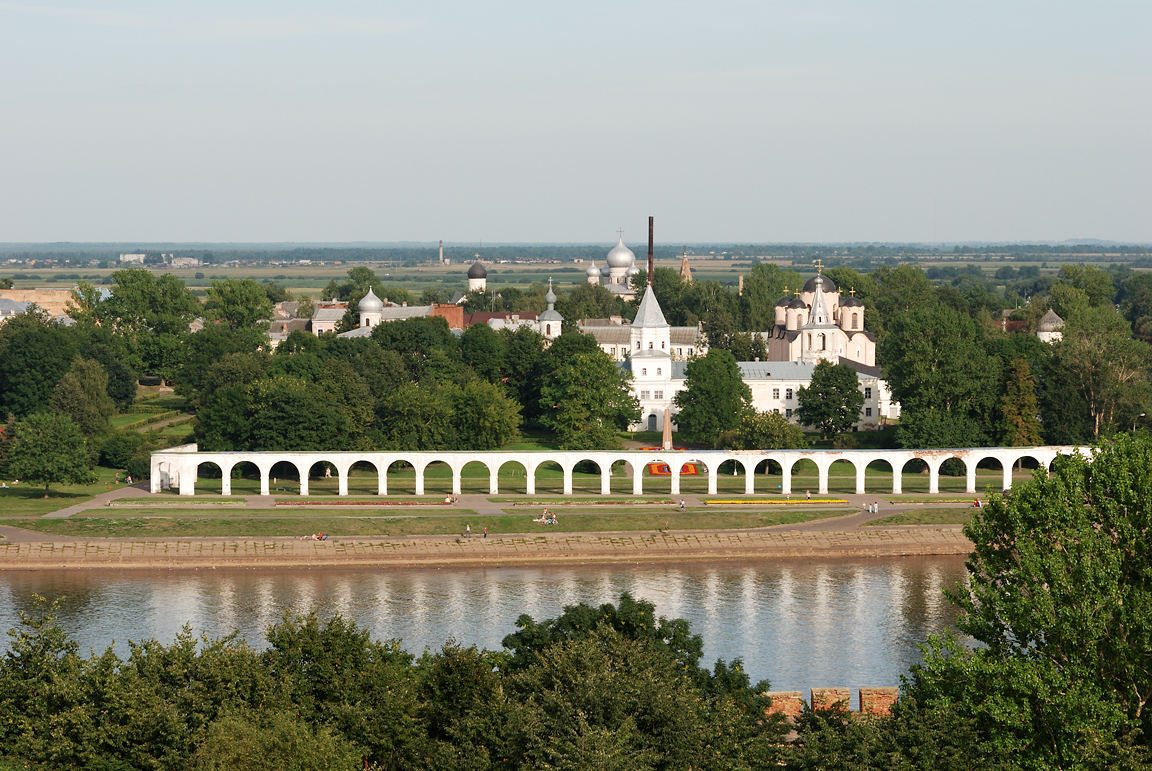
Вид на Ярославово Дворище из детинца

После смерти Вышеслава старшим сыном Владимира Святославовича считался Святополк. Однако по сообщению Титмара Мерзебургского он был посажен Владимиром в темницу по обвинению в измене. Следующий по старшинству сын, Изяслав, к тому моменту умер, однако он ещё при жизни отца был фактически лишён права на наследование — для него был выделен в удел Полоцк. И Владимир в Новгород поставил Ярослава.
Новгородское княжение в это время имело более высокий статус, чем ростовское и все другие, за исключением киевского. Новгородский князь ежегодно выплачивал в Киев дань в 2000 гривен, что составляло 2/3 собранной в Новгороде и подчинённых ему землях дани. 1/3 (1000 гривен) оставалась на содержание князя и его дружины, размер которой уступал только размеру дружины киевского князя.
Период новгородского княжения Ярослава до 1014 года столь же мало описан в летописях, как и ростовский. Вероятно, что из Ростова Ярослав сначала отправился в Киев, а оттуда уже выехал в Новгород. Прибыл он туда, вероятно, не ранее 1011 года. До Ярослава новгородские князья со времён Рюрика жили, как правило, на Городище около Новгорода, Ярослав же поселился в самом Новгороде, который к тому моменту был значительным поселением. Его княжий двор располагался на Торговой стороне Волхова, место это получило название «Ярославово дворище». Кроме того, у Ярослава имелась ещё и загородная резиденция в сельце Ракома, размещавшемся к югу от Новгорода.

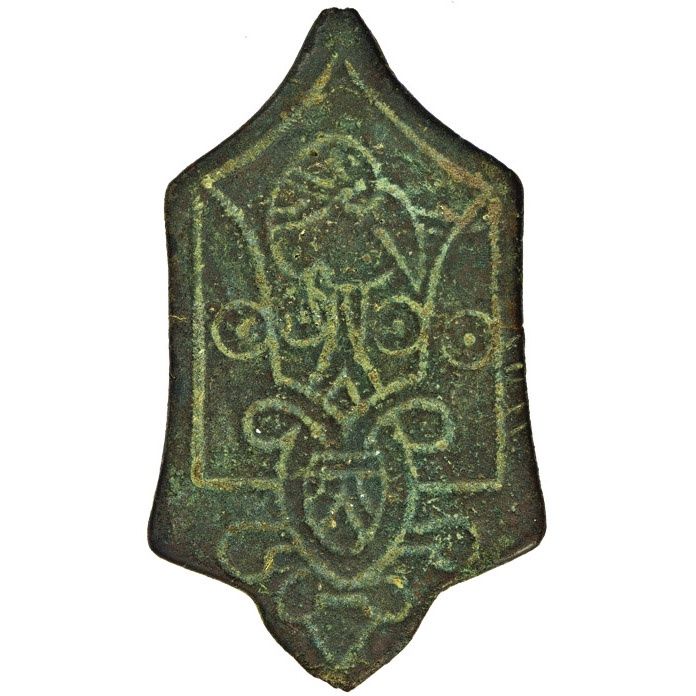
Княжеский знак Ярослава Мудрого

Вероятно, что к этому периоду относится первый брак Ярослава. Имя его первой жены неизвестно, предположительно её звали Анна.
Во время раскопок в Новгороде археологи нашли долгое время единственный экземпляр свинцовой печати Ярослава Мудрого, подвешенной когда-то к княжеской грамоте. На одной её стороне изображены святой воин Георгий с копьём и щитом и его имя, на второй — человек в плаще и шлеме, сравнительно молодой, с торчащими усами, но без бороды, а также надписи по сторонам от погрудной фигуры: «Ярослав. Князь Русский». По-видимому на печати помещён довольно условный портрет самого князя, волевого человека с горбатым хищным носом, чей предсмертный облик реконструирован по черепу известным учёным — археологом и скульптором Михаилом Герасимовым. Впоследствии, осенью 2014 года на Украине было обнаружено два экземпляра вислых печатей Ярослава с его изображением, сделанных, по-видимому, с одной матрицы. Первая печать была найдена в Чернухинском районе Полтавской области, и после находки хранится в частной коллекции в Киеве. Сведения о месте обнаружения и нахождения второй печати неизвестны. На этих печатях Ярослав также изображён погрудно, в высоком шлеме, с одеждой, застёгнутой на фибуле (по-видимому, корзно), с бородой и торчащими усами, в одной руке он держит державу. Здесь князь несомненно изображён в более зрелом возрасте. По обеим сторонам от фигуры князя располагается древнегреческая надпись: «Ярослав — великий архонт России». На обратной стороне — изображение Георгия Победоносца. По всей видимости, эти печати (равно как и новгородскую печать) можно датировать ранним периодом княжения Ярослава, ориентировочно 1019—1026 гг., когда он был единоличным правителем Руси.

## Восстание против отца
В 1014 году Ярослав решительно отказался от уплаты отцу, киевскому князю Владимиру Святославичу, ежегодного урока в две тысячи гривен. Историки предполагают, что эти действия Ярослава были связаны с намерением Владимира передать престол одному из младших сыновей, ростовскому князю Борису, которого он в последние годы приблизил к себе и передал командование княжеской дружиной, что фактически означало признание Бориса наследником. Возможно, что именно поэтому восстал против Владимира старший сын Святополк, попавший после этого в заточение (он пробыл там до смерти отца). И именно эти известия могли побудить Ярослава выступить против отца.
Для того, чтобы противостоять отцу, Ярослав, по сообщению летописи, нанял варягов за морем, которые прибыли во главе с Эймундом. Владимир, который в последние годы жил в селе Берестово под Киевом, велел «требить путь и мостить мосты» для похода, но заболел. Кроме того, в июне 1015 года вторглись печенеги и собранная против Ярослава армия, которую возглавлял Борис, была вынуждена отправиться на отражение набега степняков, которые, услышав о приближении Бориса, повернули обратно.
В то же время варяги, нанятые Ярославом, обречённые на бездействие в Новгороде, начали устраивать беспорядки. По сообщению новгородской первой летописи: «начали варяги насилие творить на мужатых жёнах».
В результате новгородцы, не выдержав творимого насилия, восстали и за одну ночь перебили варягов. Ярослав в это время находился в своей загородной резиденции в Ракоме. Узнав о случившемся, он призвал к себе представителей новгородской знати, которые участвовали в мятеже, обещав им прощение, а когда они прибыли к нему, жестоко расправился с ними. Произошло это в июле — августе 1015 года.
Уже после этого Ярослав получил от сестры Предславы письмо, в котором она сообщала о смерти отца и о случившихся после этого событиях. Это известие заставило князя Ярослава заключить мир с новгородцами. Он также пообещал заплатить виру за каждого убитого. И в дальнейших событиях новгородцы неизменно поддерживали своего князя.

## Борьба за киевский престол

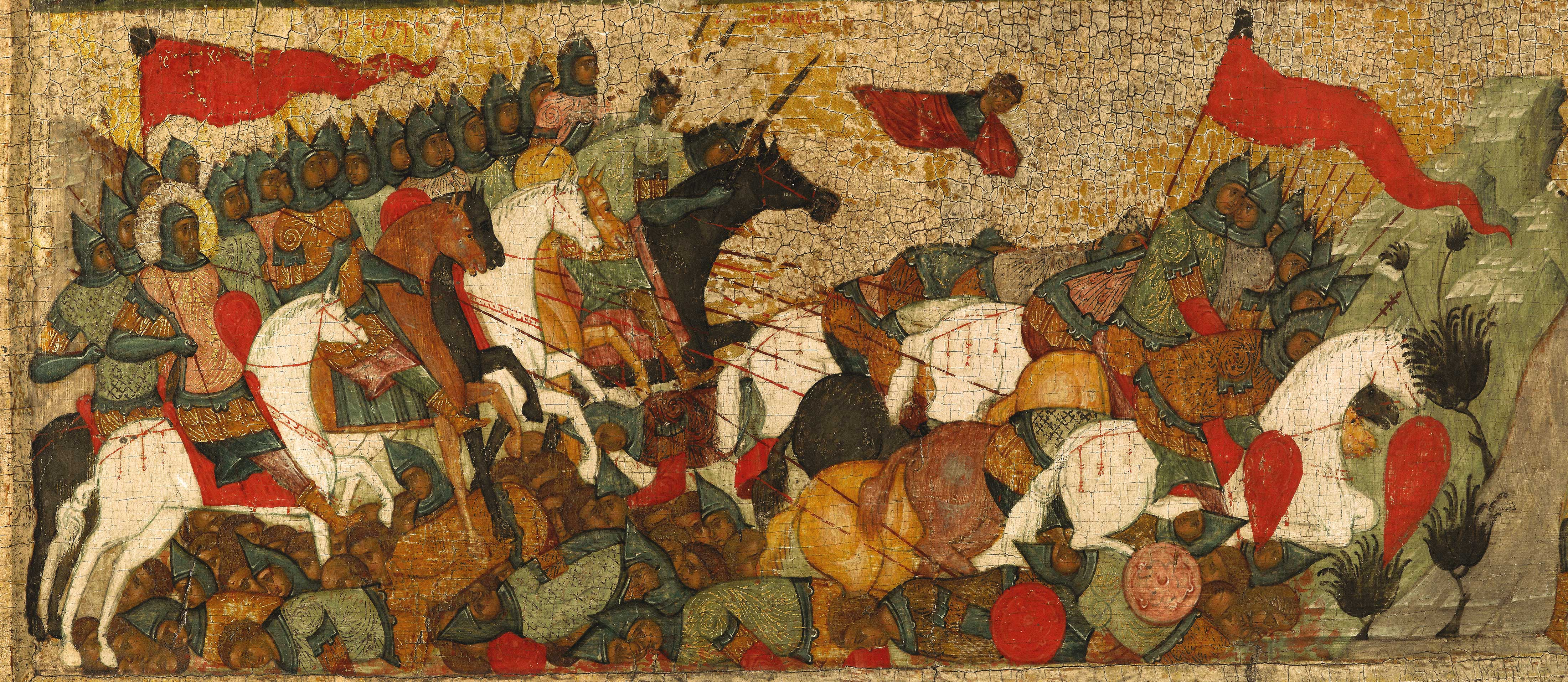
Победа войск Ярослава Мудрого над войсками Святополка Окаянного, нач. XVI в.

15 июля 1015 года в Берестове умер Владимир Святославич, так и не успевший погасить мятеж сына. И Ярослав начал борьбу за киевский престол с братом Святополком, которого освободили из темницы и объявили своим князем взбунтовавшиеся киевляне. В этой борьбе, продолжавшейся четыре года, Ярослав опирался на новгородцев и на наёмную варяжскую дружину под предводительством конунга Эймунда.
В 1016 году Ярослав разбил войско Святополка близ Любеча и поздней осенью занял Киев. Он щедро наградил новгородскую дружину, оделив каждого воина десятью гривнами.
Из летописей:
И отпусти их всех домой, и дав им правду, и устав списав, тако рекши им: по се грамоте ходите, якоже списах вам, такоже держите.
Победа под Любечем не окончила борьбу со Святополком: вскоре тот подступил к Киеву с печенегами, а в 1018 году польский король Болеслав Храбрый, приглашённый Святополком, разбил войска Ярослава на берегах Буга, захватил в Киеве сестёр, жену Анну и мачеху Ярослава и, вместо того чтобы передать город («стол») мужу своей дочери Святополку, сам сделал попытку утвердиться в нём. Но киевляне, возмущённые неистовствами его дружины, начали убивать поляков, и Болеслав должен был поспешно оставить Киев, лишив Святополка военной помощи. А Ярослав, вернувшись после поражения в Новгород, приготовился бежать «за море». Но новгородцы во главе с посадником Константином Добрыничем, изрубив суда князя, сказали ему, что хотят биться за него против Болеслава и Святополка. Они собрали деньги, заключили новый договор с варягами конунга Эймунда и сами вооружились. Весной 1019 года это войско во главе с Ярославом осуществило новый поход на Святополка. В битве на реке Альте Святополк был разбит, его знамя захвачено, сам он был ранен, но бежал. Конунг Эймунд спросил у Ярослава: «прикажете ли убить его, или нет?», — на что Ярослав дал своё согласие:
…— Ничего этого я не сделаю: ни настраивать никого не стану к (личному, грудь на грудь) сражению с Конунгом Бурислейфом, ни порицать кого-либо, если он будет убит.

## Киевский период
В 1019 году Ярослав женился на дочери шведского короля Олафа Шётконунга — Ингигерде, за которую прежде сватался конунг Норвегии Олаф Харальдсон, посвятивший ей вису и впоследствии женившийся на её младшей сестре Астрид. Ингигерду на Руси крестили созвучным именем — Ирина. В качестве «свадебного дара» от мужа Ингигерда получила город Альдейгаборг (Ладога) с прилегающими землями, которые получили с тех пор название Ингерманландии (земли Ингигерды).
В 1020 году племянник Ярослава Брячислав напал на Новгород, но на обратном пути был настигнут Ярославом на реке Судоме, разбит здесь его войсками и бежал, оставив пленных и награбленное. Ярослав преследовал его и заставил в 1021 году согласиться на мирные условия, назначив ему в удел два города — Усвят и Витебск.
В 1023 году брат Ярослава — тмутараканский князь Мстислав — напал со своими союзниками хазарами и касогами и захватил Чернигов и всё Левобережье Днепра, а в 1024 году Мстислав победил войска Ярослава под руководством варяга Якуна под Лиственом (возле Чернигова). Мстислав перенёс свою столицу в Чернигов и, направив послов к бежавшему в Новгород Ярославу, предложил разделить с ним земли по Днепру и прекратить войны: «Сѣди ты на столѣ своемь Кыевѣ, понеже ты еси старѣй братъ, а мнѣ буди ся сторона».
В 1024 году Суздальская земля, согласно Повести временных лет, из-за засухи и неурожая была охвачена голодом. Голод стал причиной общественной напряжённости, вспыхнувшей народным восстанием: суздальцы, подстрекаемые языческими жрецами (волхвами), связывавшими голод с навязанным христианством, начали громить христианские храмы и убивать «старшую чадь». Узнав о мятеже, Ярослав отправился c дружиной в Суздаль и захватил в плен волхвов, часть из которых вследствие была казнена.

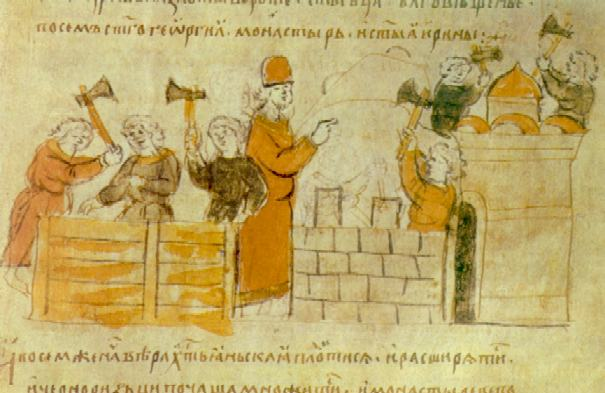
Ярослав расширяет Киев. Миниатюра из Радзивилловской летописи XV в.

В 1025 году сын Болеслава Храброго Мешко II стал королём Польши, а два его брата, Безприм и Отто, были изгнаны из страны и нашли убежище у Ярослава.
В 1026 году Ярослав, собрав большое войско, вернулся в Киев, и заключил мир у Городца с братом Мстиславом, согласившись с его мирными предложениями. Братья разделили земли по Днепру. Левобережье сохранялось за Мстиславом, а правобережье за Ярославом. Ярослав, будучи великим князем Киевским, предпочитал находиться в Новгороде до 1036 года (времени смерти Мстислава).
В 1028 году норвежский король Олаф (впоследствии прозванный Святым), был вынужден бежать в Новгород. Он прибыл туда вместе с пятилетним сыном Магнусом, оставив в Швеции его мать Астрид. В Новгороде Ингигерда, сводная сестра матери Магнуса, жена Ярослава и бывшая невеста Олафа, настояла, чтобы Магнус остался у Ярослава после возвращения короля в Норвегию в 1030 году, где тот и погиб в битве за норвежский престол.
В 1029 году, помогая брату Мстиславу, совершил поход на ясов, изгнав их из Тмутаракани. В следующем 1030 году Ярослав победил чудь и заложил город Юрьев (ныне Тарту, Эстония). В том же году он взял Белз в Галиции. В это время против короля Мешко II в Польской земле поднялось восстание, народ убивал епископов, попов и бояр. В 1031 году Ярослав и Мстислав, поддержав притязания Безприма на польский престол, собрали большое войско и пошли на поляков, отвоевали города Перемышль и Червен (будущую Червонную Русь), где Ярослав Мудрый основал западный Ярославль, ныне Ярослав. Многочисленные польские пленники были поделены между обоими князьями. Ярослав расселил своих пленных вдоль реки Рось. Незадолго до этого в том же 1031 году Харальд III Суровый, король Норвегии, сводный брат Олафа Святого, бежал к Ярославу Мудрому и служил в его дружине. Как принято считать, он участвовал в кампании Ярослава против поляков и был соруководителем войска. Впоследствии Харальд стал зятем Ярослава, взяв в жены Елизавету.

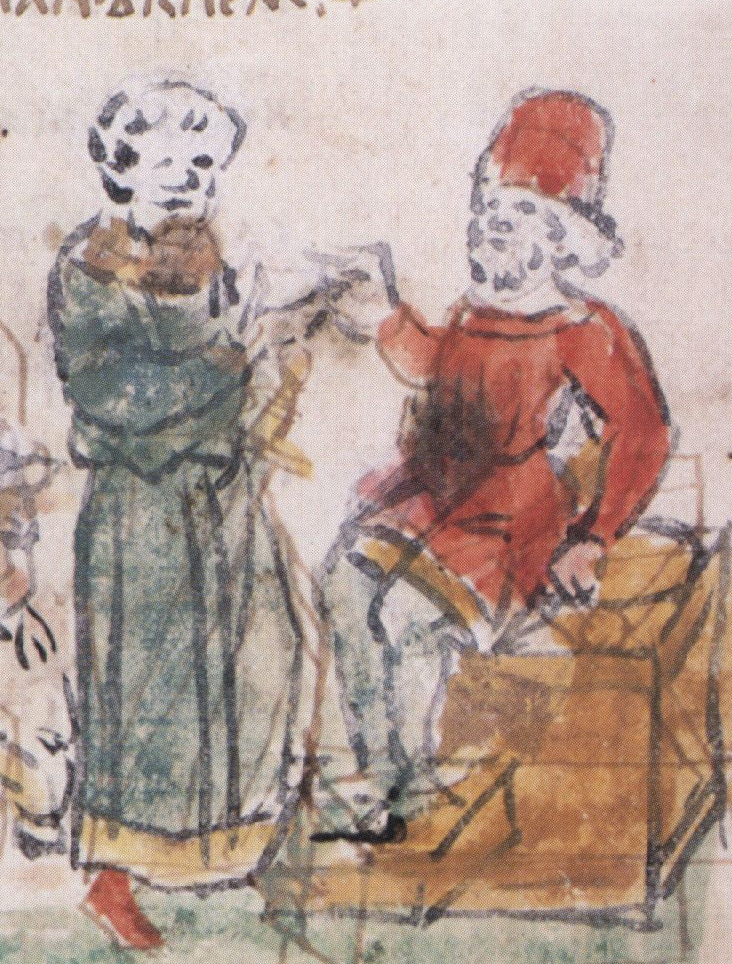
Ярослав отбирает меч у Судислава в знак лишения княжеской власти, Миниатюра из Радзивилловской летописи XV в.

В 1034 году Ярослав ставит князем новгородским сына Владимира. В 1036 году внезапно на охоте умер Мстислав, и Ярослав, по-видимому, опасаясь каких-либо притязаний на киевское княжение, заточил своего последнего брата, самого младшего из Владимировичей — псковского князя Судислава — в темницу (поруб). Только после этих событий Ярослав решился переехать со двором из Новгорода в Киев.
В 1036 году он одержал победу над печенегами и этим освободил Киевскую Русь от их набегов. В память о победе над печенегами князь заложил знаменитый собор Святой Софии в Киеве, для росписи храма были вызваны художники из Константинополя.
Заложи Ярославъ городъ великый Кыевъ, у него же града врата суть Златая; заложи же и церковь святыя Софья, Премудрость Божию, митрополью, и по семь — церьковь на Златыхъ вратѣхъ камену святыя Богородица Благовѣщение.
Построение собора велось в контексте значительного расширения территории Верхнего города Киева. При Ярославе к югу от киевского детинца был заложен обширный укреплённый окольный город, именуемый в честь князя городом Ярослава. К его видным сохранившимся сооружениям относятся помимо Софийского собора киевские Золотые ворота. Одновременно при Ярославе была построена новая княжеская резиденция — Великий Ярославов двор, которую преимущественно локализуют на территории города Владимира. При Ярославе в Киеве были основаны Георгиевский и Ирининский монастыри, названные по христианским именам князя и его супруги. В Новгороде Ярославом Мудрым был основан Юрьев монастырь.
В своей религиозной политике Ярослав Мудрый отказался от главенствующей роли десятинной церкви Богородицы и связанной с ней традиции, не только инициировав строительство нового, Софийского собора, но и обеспечив приезд на Русь первого митрополита из греков, Феопемпта.

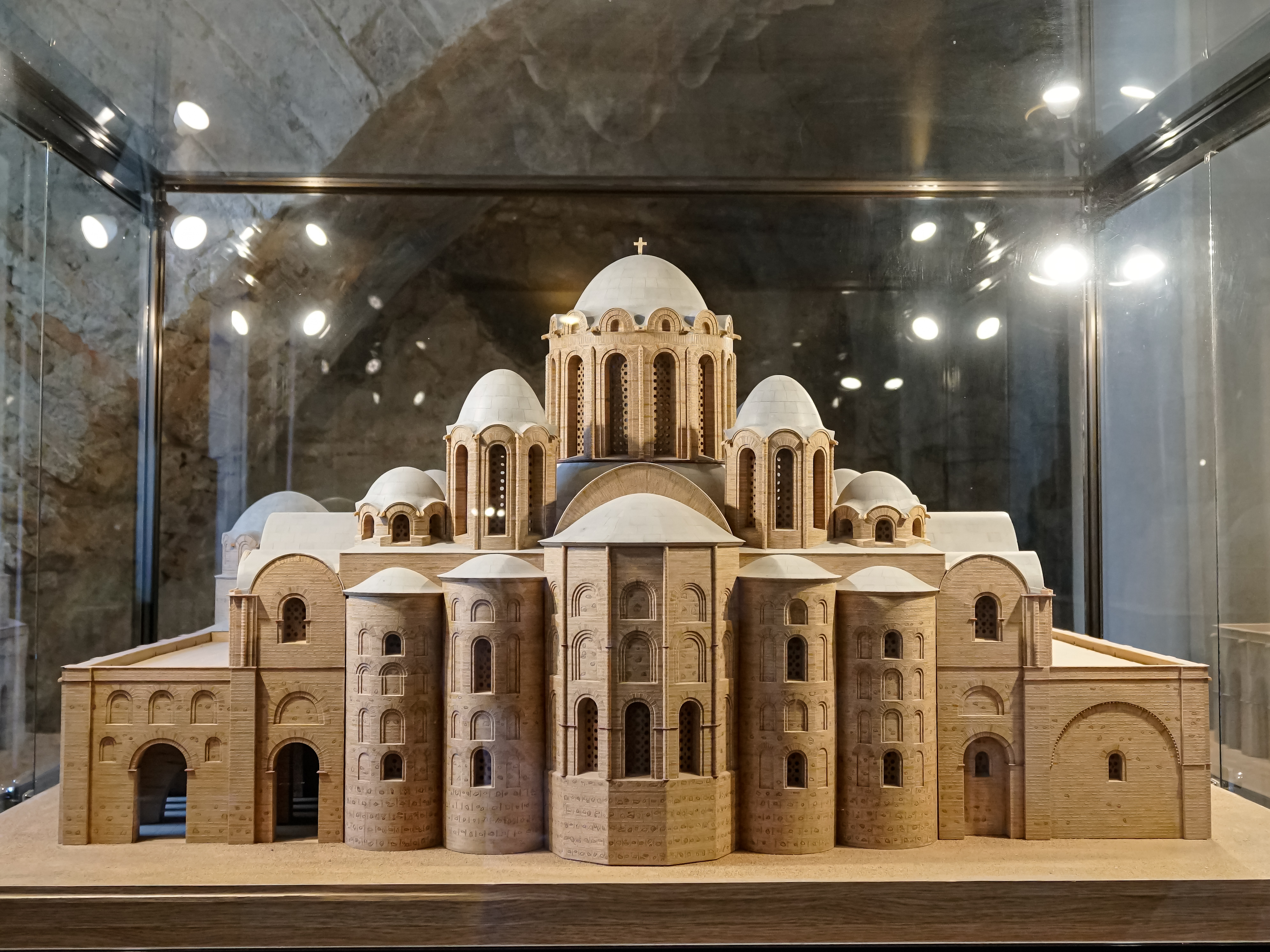
Макет-реконструкция первоначального облика Софийского собора в Киеве

В том же 1036 году после смерти брата Мстислава Владимировича Ярослав стал единоличным правителем большей части Руси, за исключением Полоцкого княжества, где княжил его племянник Брячислав, а после смерти последнего в 1044 — Всеслав Брячиславич.
В 1038 году войска Ярослава совершили поход на ятвягов, в 1040 году на Литву, а в 1041 году водный поход на ладьях в Мазовию. В 1042 году его сын Владимир победил ямь, причём в этом походе случился большой падёж коней. Примерно в это время (1038—1043) от Кнуда Великого к Ярославу бежал английский принц Эдуард Изгнанник. Кроме того, в 1042 году князь Ярослав Мудрый оказал большую помощь в борьбе за польский королевский трон внуку Болеслава Храброго — Казимиру I. Казимир взял в жены сестру Ярослава — Марию, ставшую польской королевой Добронегой. Этот брак был заключён параллельно с женитьбой сына Ярослава Изяслава на сестре Казимира — Гертруде, в знак союза с Польшей.
В 1043 году Ярослав за убийство «одного знаменитого россиянина» в Константинополе послал сына своего Владимира совместно с Харальдом Суровым и воеводой Вышатой в поход на Византию, в котором военные действия разворачивались на море и суше с переменным успехом и который закончился миром, заключённым в 1046 году. В знак заключения мира сын Ярослава Всеволод женился на византийской царевне. В 1044 году Ярослав организовал поход на литву.
В 1045 году князь Ярослав Мудрый и княгиня Ирина (Ингигерда) направились в Новгород из Киева к сыну Владимиру на закладку им каменного Софийского собора, вместо сгоревшего деревянного.
В 1047 году Ярослав Мудрый разорвал союз с Польшей.
В 1048 году в Киев прибыли послы Генриха I Французского — просить руки дочери Ярослава Анны.
Княжение Ярослава Мудрого продолжалось 37 лет. Последние года жизни Ярослав провёл в Вышгороде.
Умер Ярослав Мудрый 20 февраля 1054 года в Вышгороде в праздник Торжества православия на руках сына Всеволода, пережив на четыре года свою жену Ингигерду и на два года — старшего сына Владимира.
В надписи (граффити) на центральном нефе Софийского собора под ктиторской фреской самого Ярослава Мудрого, датированной 1054 годом, говорится о смерти «царя нашего»: «В 6562 мца феврари 20 успен(и)е ц(а)ря наш(е)го в в(оскресенье) в (н)еде(лю) (му)ч Феодора». В разных летописях точная дата смерти Ярослава определялась по-разному: или 19 февраля, или 20-го. Эти разногласия В. С. Драчук объясняет тем, что Ярослав умер в ночь с субботы на воскресенье. В Древней Руси для определения начала дня существовало два принципа: по церковному счету — с полуночи, в быту — с рассвета. Вот почему по-разному называется и дата смерти Ярослава: по одному счёту, это была ещё суббота, а по другому, церковному, — уже воскресенье. Историк А. Ю. Карпов считает, что князь мог умереть 19 (по летописи), а похоронили его 20-го.
Тем не менее, дата смерти не принимается всеми исследователями. Профессор Виктор Зиборов датирует это событие 17 февраля 1054 года.
Похоронен Ярослав в Софийском соборе в Киеве. Мраморный шеститонный саркофаг Ярослава и ныне стоит в соборе святой Софии. Его открывали в 1936, 1939 и 1964 годах и проводили не всегда квалифицированные исследования. По результатам вскрытия января 1939 года антрополог Михаил Герасимов в 1940 году создал скульптурный портрет князя. Рост его был 175 см. Лицо славянского типа, средней высоты лоб, узкая переносица, сильно выступающий нос, крупные глаза, резко очерченный рот (практически со всеми зубами, что встречалось тогда в старости крайне редко), резко выступающий подбородок. Известно также, что он был хромым (из-за чего плохо ходил): по одной из версий, от рождения, по другой — в результате ранения в битве. Правая нога князя Ярослава была более длинной, чем левая, из-за повреждения тазобедренного и коленного суставов. Возможно, это было следствием наследственной болезни Пертеса.
По сообщению журнала Newsweek, при вскрытии ящика с останками Ярослава Мудрого 10 сентября 2009 года было установлено, что в нём находится, предположительно, только скелет супруги Ярослава княгини Ингегерды. В ходе проведённого журналистами расследования была выдвинута версия, что останки князя были вывезены из Киева в 1943 году при отступлении немецких войск и в настоящее время, возможно, находятся в распоряжении Украинской православной церкви в США (юрисдикция Константинопольского патриархата).

## Браки, дети и династические связи

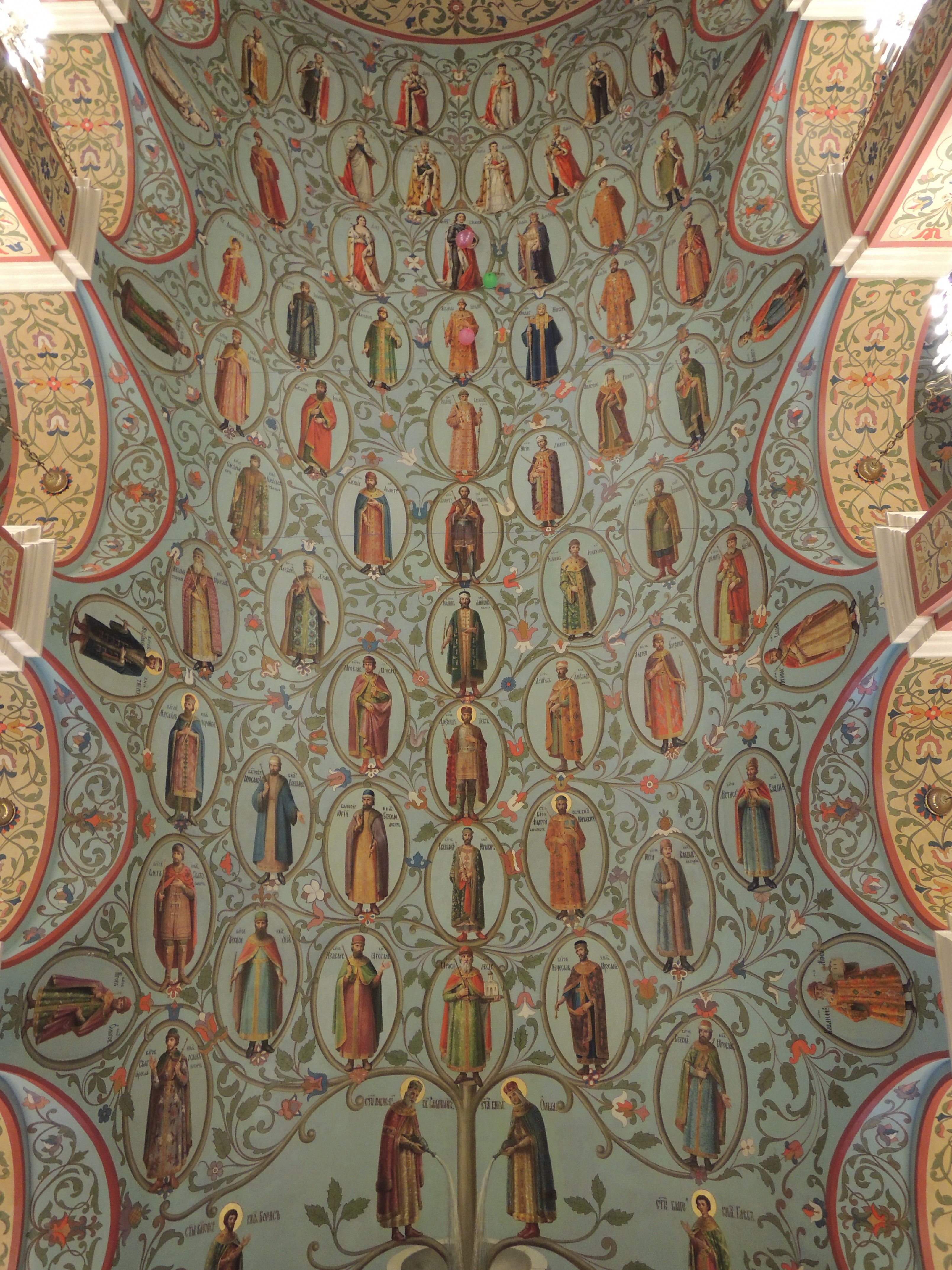
Родословное древо государей Российских. Потолок Исторического музея

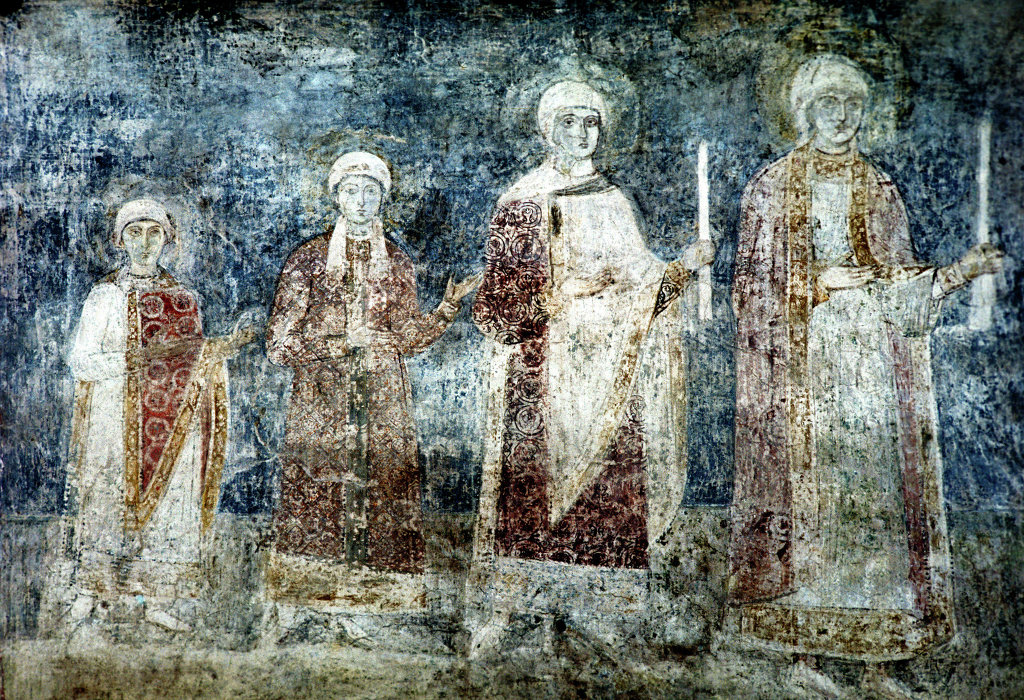
Анна, Анастасия, Елизавета и Агата

- Первая жена (до 1019) — предположительно, норвежка, в иночестве по имени Анна. Была в 1018 году захвачена в Киеве в плен польским королём Болеславом Храбрым вместе с сёстрами Ярослава и навсегда увезена в Польшу[69]. Погребена в Софийском соборе Великого Новгорода. В 1439 году новгородский архиепископ Евфимий II покрывает её гроб позолотой и устанавливает ежегодное поминовение ей 4 октября. Осенью 1652 года упоминается, что митрополит новгородский и великолуцкий Макарий II перенёс её мощи из Корсунской паперти в восточную арку Мартириевской паперти и положил их «в новой же раце». РПЦ причислила её к лику святых. Память 4 и 10 октября[70].
- Вторая жена (с 1019) — Ингигерда (в крещении Ирина, в иночестве, возможно, Анна); дочь короля Швеции Олафа Шётконунга. Их дети разъехались по всей Европе.

Сыновья:
1. Илья (до 1018—?) — возможный сын Ярослава Мудрого от первой жены, увезённой в Польшу. Гипотетический князь Новгорода[комм 1].
2. Владимир (1020—1052) — князь новгородский.
3. Изяслав (Дмитрий) (1024—1078) — женился на сестре польского короля Казимира I — Гертруде.
4. Святослав (Николай) (1027—1076) — князь черниговский, предполагают, что женат был дважды: первый раз на Килликии (или Кикилии, Цецилии), неизвестного происхождения; второй раз вероятно на австрийской принцессе Оде, дочери графа Леопольда.
5. Всеволод (Андрей) (1030—1093) — женился на греческой царевне (предположительно дочери византийского императора Константина IX Мономаха), от брака с которой родился князь Владимир Мономах.
6. Вячеслав (1033—1057) — князь смоленский[комм 8].
7. Игорь (1036—1060) — князь волынский[комм 9]. Некоторые историки[71] отводят Игорю пятое место среди сыновей Ярослава, в частности, опираясь на порядок перечисления сыновей в известии о завещании Ярослава Мудрого и известие о том, что по смерти Вячеслава в Смоленске Игорь был выведен из Владимира («Повесть временных лет»).

Дочери:
1. Елизавета (1025—?) стала женой норвежского короля Харальда Сурового.
2. Анастасия стала женой короля Венгрии Андраша I. В городе Тихонь, на берегу озера Балатон, в честь них названа церковь и установлен памятник.
3. Анна Русская (1032 или 1036 — между 1075 и 1089) вышла замуж за короля Франции Генриха I. Во Франции она стала известна как «дочь короля Руси Анна»[72]. Во Франции, в городе Санлисе Анне установлен памятник.

## Святые родственники
Будущий православный святой благоверный князь Ярослав (конунг Ярицлейв) был свояком общехристианского будущего святого, норвежского конунга Олафа Святого — они были женаты на сёстрах: Ярослав на старшей сестре, будущей православной святой Ингигерд, Олаф на младшей сестре — Астрид.
До того у обоих святых была одна невеста — принцесса Ингигерд Шведская (на Руси благоверная княгиня Ирина), которая весной 1018 года дала согласие выйти замуж за Олафа Норвежского и собственноручно вышила плащ с золотой застёжкой своему жениху, а осенью того же года по требованию отца дала согласие выйти замуж за Ярослава (свадьба состоялась в 1019). Романтические отношения Олафа и Ингигерд с 1018 по 1030 год описываются в трёх скандинавских сагах: «Саге об Олафе Святом», «Пряди об Эймунде» и т. н. «Гнилой коже». В 1029 году Олаф, будучи в изгнании в Новгороде, написал вису (стихотворение) об Ингигерд; часть его дошла до настоящего времени. Согласно сагам, Олаф в Новгороде зимой 1029/1030 явил два чуда исцеления: в частности, излечил тяжело больного девятилетнего сына Ярослава и Ингигерд, будущего православного святого Владимира (Вальдемара). После гибели и прославления Олафа в Новгороде, б. стольном граде Ярослава, была возведена церковь Олафа Святого, прозванная в народе «варяжской».
Малолетний сын будущего святого Олафа Магнус Добрый был после гибели отца усыновлён будущим святым Ярославом Мудрым, воспитывался в его семье и по достижении совершеннолетия при помощи приемного отца получил обратно престол Норвегии, а затем и Дании.
Также Ярослав Мудрый — брат православных, первых прославленных на Руси святых — князей Бориса и Глеба, отец православных святых Владимира и Святослава Ярославичей, дед местночтимого православного святого Владимира Мономаха и католического Гуго Великого, графа Вермандуа.
Ярослав был похоронен в Софии Киевской в бывшей шеститонной проконесского мрамора гробнице святого римского папы Климента, которую его отец Владимир Святославич вывез из завоёванного им византийского Херсонеса. Гробница цела до сих пор.

## Спорная генеалогия
Существует также точка зрения, что у Ярослава Мудрого была ещё одна дочь по имени Агата, которая стала женой Эдуарда Изгнанника, наследника престола Англии. Некоторыми исследователями ставится под сомнение факт, что Ярослав был сыном Рогнеды, а также существует гипотеза, что у него была жена — Анна, которая умерла около 1018 года. Возможно, Анна была норвежкой, а в 1018 году она была пленена Болеславом Храбрым во время захвата Киева. Там же выдвигается гипотеза о том, что некий Илья — «сын короля Руси» Ярослава Мудрого.
Происхождение жены одного из сыновей — германской принцессы Оды, дочери Леопольда, — является спорным фактом в части принадлежности к роду Штаденов (правителям Северной марки) или к Бабенбергам (правителям Австрии до Габсбургов). Спорным является и то, чьей женой была Ода — Владимира, Святослава или Вячеслава. Сегодня господствующей является точка зрения, что Ода Леопольдовна была женой Святослава и происходила из рода Бабенбергов.

## Пропажа останков

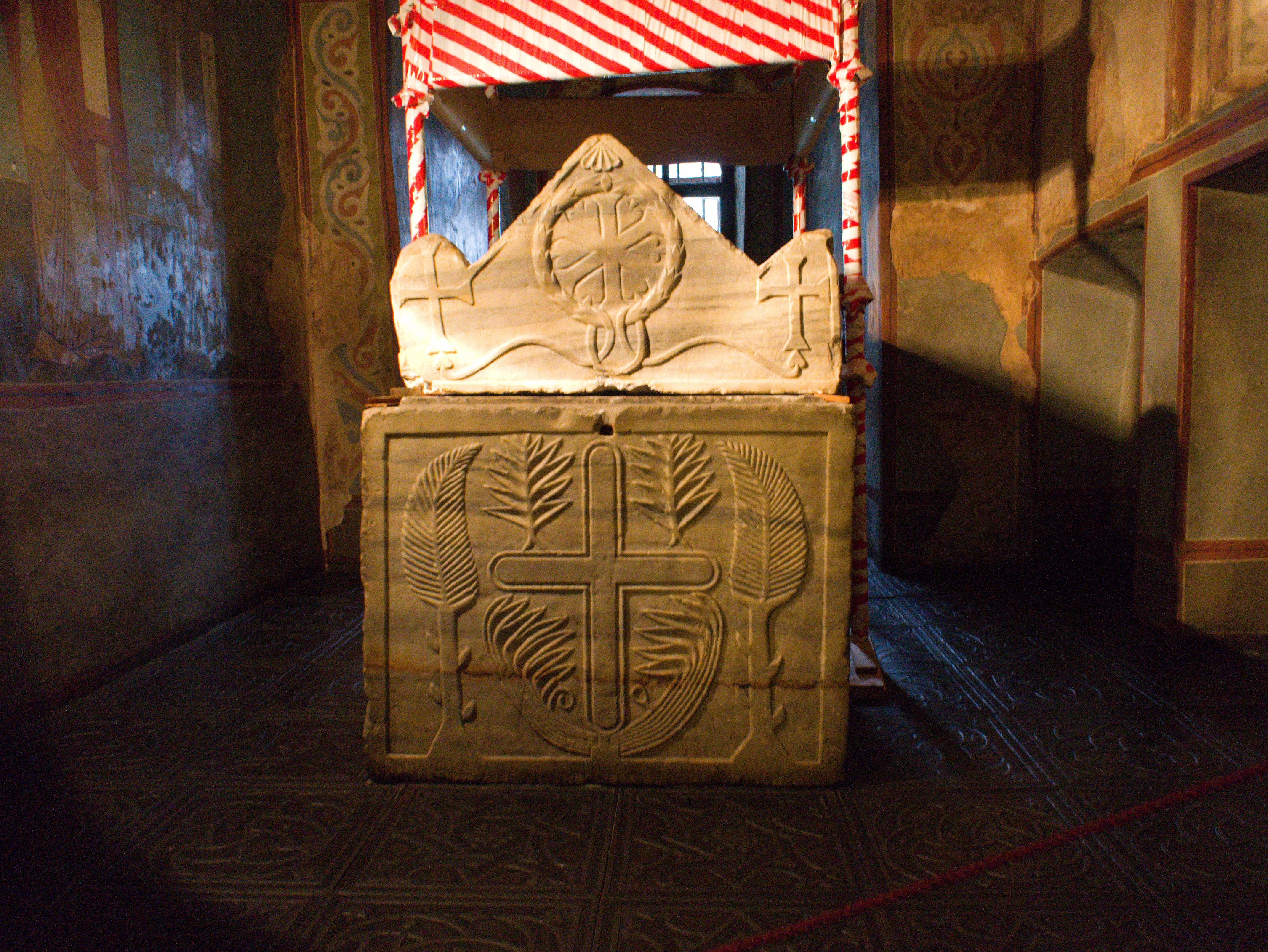
Саркофаг Ярослава Мудрого, Киев

В XX веке Саркофаг Ярослава Мудрого вскрывался три раза: в 1936, 1939 и в 1964 годах. В 2009 году гробница в Софийском соборе вновь была вскрыта, а останки отправили на экспертизу. При вскрытии были обнаружены советские газеты «Известия» и «Правда», датированные 1964 годом. Опубликованные в марте 2011 года результаты генетической экспертизы таковы: в гробнице покоятся не мужские, а только женские останки, причём составленные из двух скелетов, датирующиеся совершенно разным временем: один скелет времён Древней Руси, а второй на тысячу лет древнее, то есть времён скифских поселений. Останки древнерусского периода, по утверждению учёных-антропологов, принадлежат женщине, при жизни много занимавшейся тяжёлым физическим трудом, — явно не княжеского рода. Первым о женских останках среди найденных скелетов написал ещё М. М. Герасимов в 1939 году. Тогда было объявлено, что помимо Ярослава Мудрого в гробнице похоронены и другие люди. На след мощей Ярослава Мудрого может вывести икона Николы Мокрого, которая была вывезена осенью 1943 года из Софийского собора Киева, возможно, вместе с мощами Ярослава Мудрого в Варшаву, затем в Германию и, наконец, в США, где оказалась во владении Украинской православной церкви в США. Возможно, эта икона в 2010 году была обнаружена в Свято-Троицком храме Бруклина в Нью-Йорке. В этом случае останки великого князя также следует искать в США.

## Историческое значение

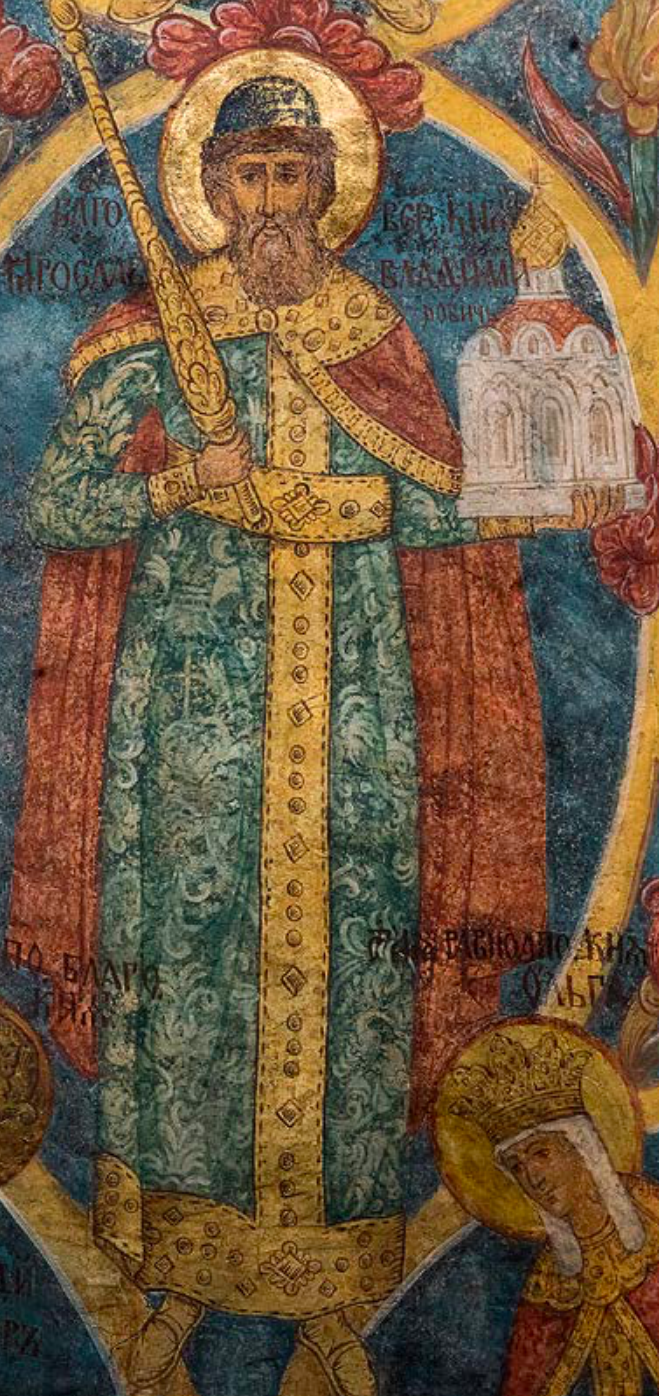
Фреска с Ярославом Мудрым из Новоспасского монастыря, XVII в.

- Ярослав Мудрый основал следующие города: Ярославль на Волге и Ярославль в современной Польше[77] (названы его именем), Юрьев (Гюргев, назван по имени его св. покровителя Георгия Победоносца), Юрьев Русский и Новгород-Северский.

Титмар Мерзебургский считал уже в это время Киев чрезвычайно большим городом, в котором более 400 церквей и 8 рынков. Другой западный хронист того же века, Адам Бременский, называл Киев соперником Константинополя, «прекраснейшей жемчужиной».

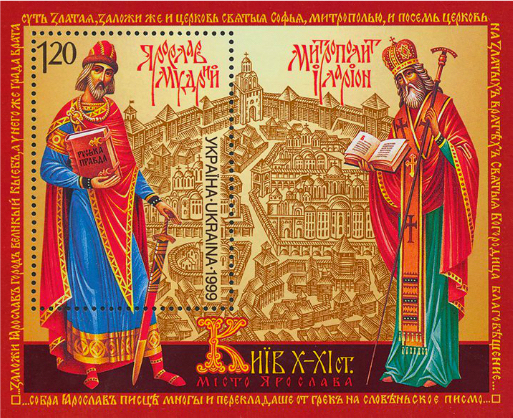
Князь Ярослав Мудрый с Русской Правдой, митрополит Иларион и город Ярослава на почтовом блоке Украины, 1999

При Ярославе возникли первые русские монастыри. В 1030 году Ярослав основал монастыри Святого Георгия: Георгиевский монастырь в Киеве, Юрьев монастырь в Новгороде и Киево-Печерский монастырь в Киеве; повелел по всей Руси «творити праздник» святого Георгия 26 ноября («Юрьев день»). Он издал Церковный устав и Русскую Правду — свод законов древнерусского феодального права. В 1051 году, собрав епископов, он сам назначил митрополитом Илариона, впервые без участия константинопольского патриарха. Иларион стал первым русским митрополитом. Развернулась интенсивная работа по переводу византийских и иных книг на церковнославянский и древнерусский языки. Огромные средства тратились на переписку книг. В 1028 году в Новгороде была основана первая большая школа, в которой были собраны около 300 детей священников и старост. При нём появились монеты с надписью «Ярославле серебро». На одной её стороне был изображен княжеский знак Ярослава, на другой — Георгий Победоносец, покровитель Ярослава.
Известно, что для поддержания мира на северных границах Ярослав ежегодно отправлял варягам по 300 гривен серебра. Эта плата была малой, скорее символической, но она обеспечивала мир с варягами.
М. Д. Присёлков трактовал один из переводов титула Ярослава как «император». Митрополит Иларион называл его «каганом», а в фреске на стене Софийского собора в Киеве, повествующей о смерти князя, Ярослав Владимирович назван кесарем.

## Цитаты
- «Если будете в ненависти жить, в распрях и ссорах, то погибнете сами и погубите землю отцов своих и дедов своих, которые добыли её трудом своим великим…» (Повесть временных лет под 1054 годом, перевод Д. С. Лихачёва).

## Память

### Почитание в христианстве

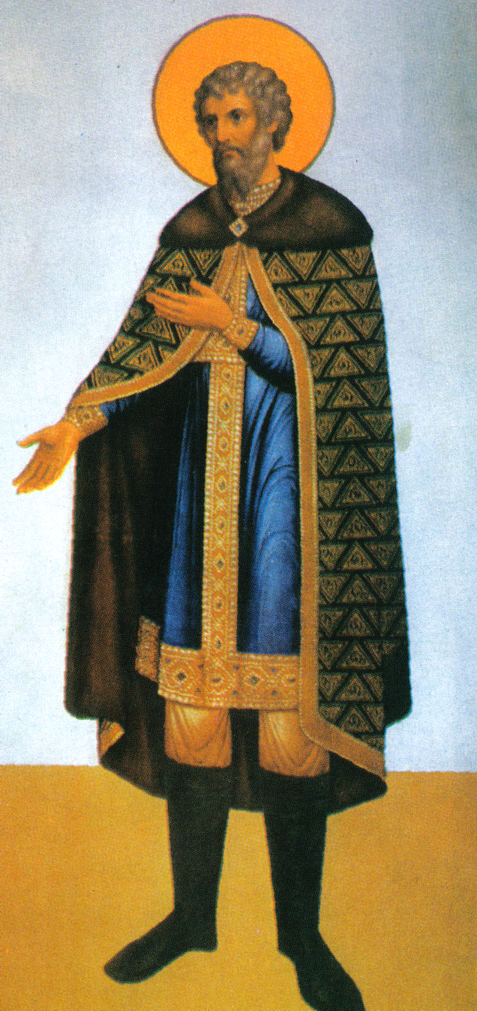
Часть росписи Грановитой палаты в Москве. Братья Белоусовы, 1881

Благоверного князя Ярослава Мудрого стали почитать на Руси сразу после смерти. Первое упоминание об этом есть в «Деяниях первосвященников Гамбургской церкви», датируемых 1075 годом, где современник Великого князя хронограф Адам Бременский называет Ярослава Владимировича святым. Ярослав Мудрый формально не входил в число святых Русской православной церкви.
9 марта 2004 года в связи с 950-й годовщиной смерти был внесён в святцы Украинской православной церкви Московского патриархата, а 8 декабря 2005 года по благословению патриарха Алексия II он был внесён в месяцеслов с днём памяти 20 февраля (5 марта).
В 2008 году Поместный собор Украинской православной церкви Киевского патриархата канонизировал Ярослава Мудрого в лике святых благоверных князей.
Определением Архиерейского собора Русской православной церкви от 3 февраля 2016 года было установлено общецерковное почитание благоверного князя Ярослава Мудрого.
В Киеве на улице Днепровская набережная открыт храм в честь святого благоверного князя Ярослава Мудрого.

### Памятники
- Известный скульптор и антрополог Михаил Герасимов осуществил реконструкцию лица Ярослава по его черепу.
- Скульптурный образ Ярослава был создан Михаилом Микешиным и Иваном Шредером в памятнике «Тысячелетие России» в 1862 году в Новгороде.
- Памятники Ярославу Мудрому установлены в Белой Церкви, Киеве, Сумах[87], Чернигове, Харькове (Украина), Ярославле и Великом Новгороде (Россия).

Памятник в городе Белая Церковь
Памятник в Ярославле
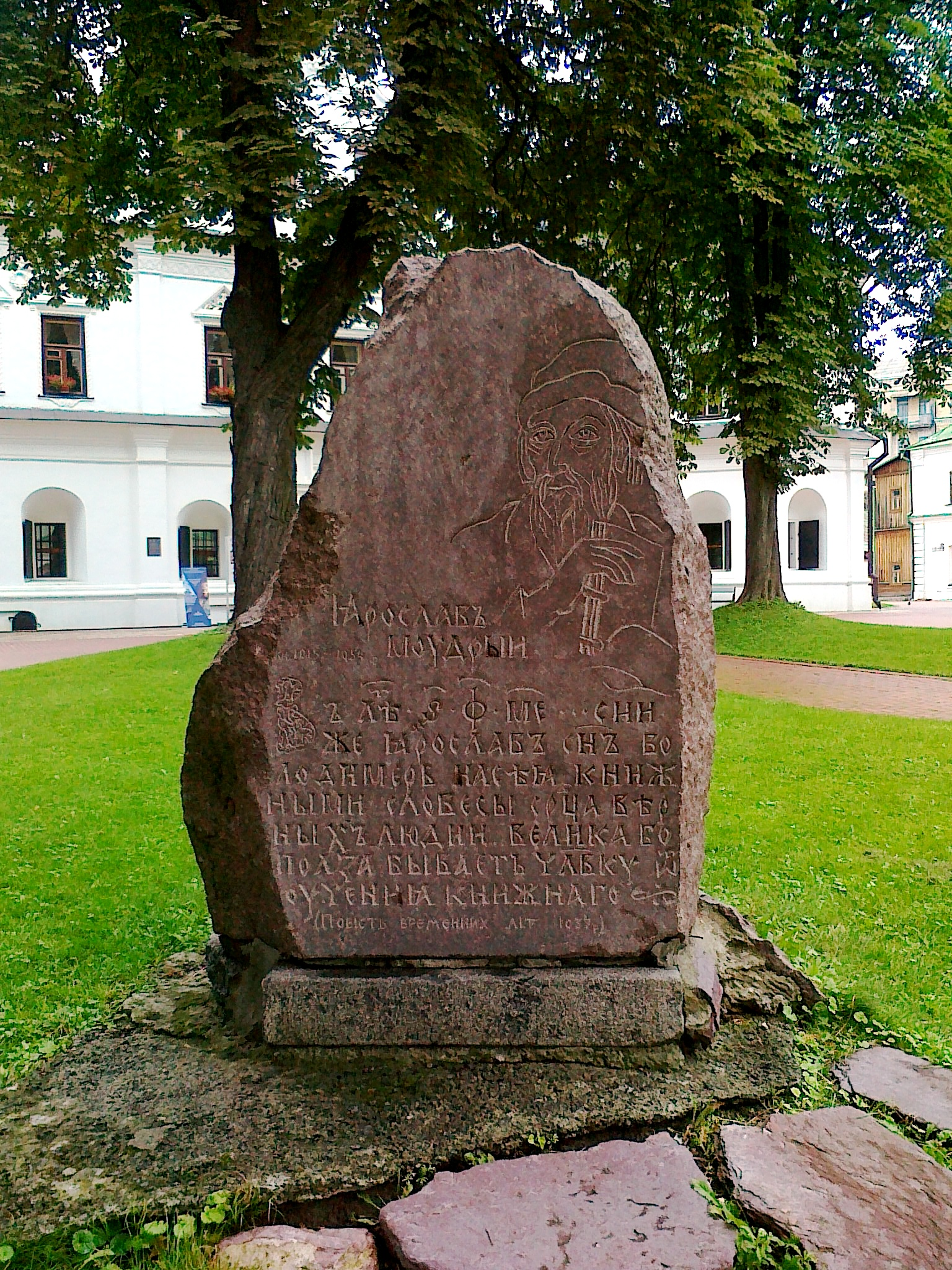
Камень в честь первой на Руси библиотеки Ярослава Мудрого
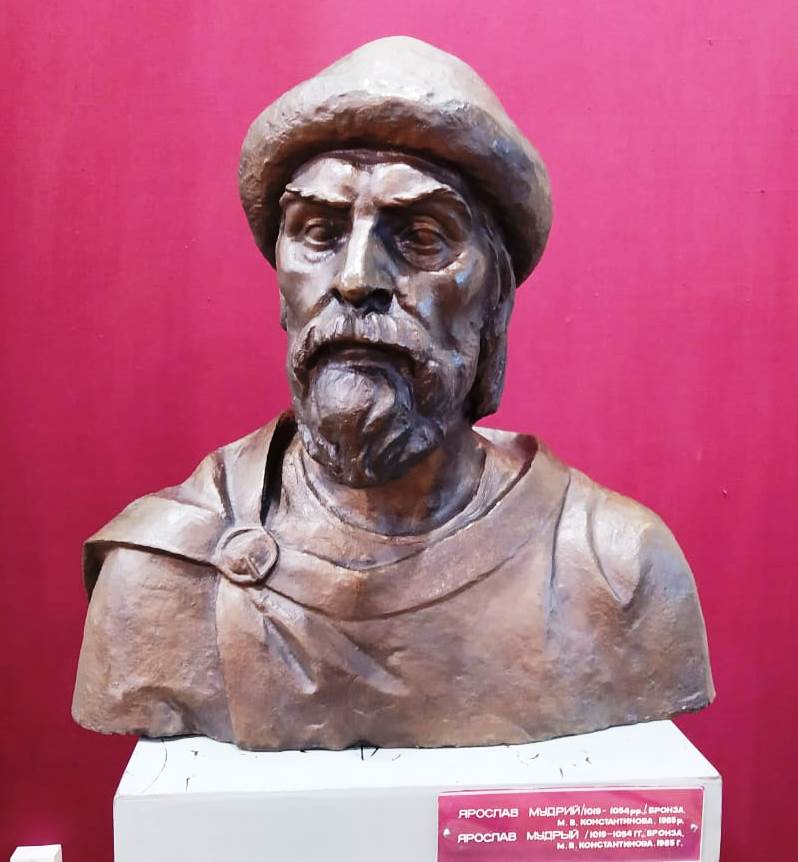
Бюст в Черкасском областном краеведческом музее, скульптор - М.В. Константинова

### В фалеристике, филателии, нумизматике

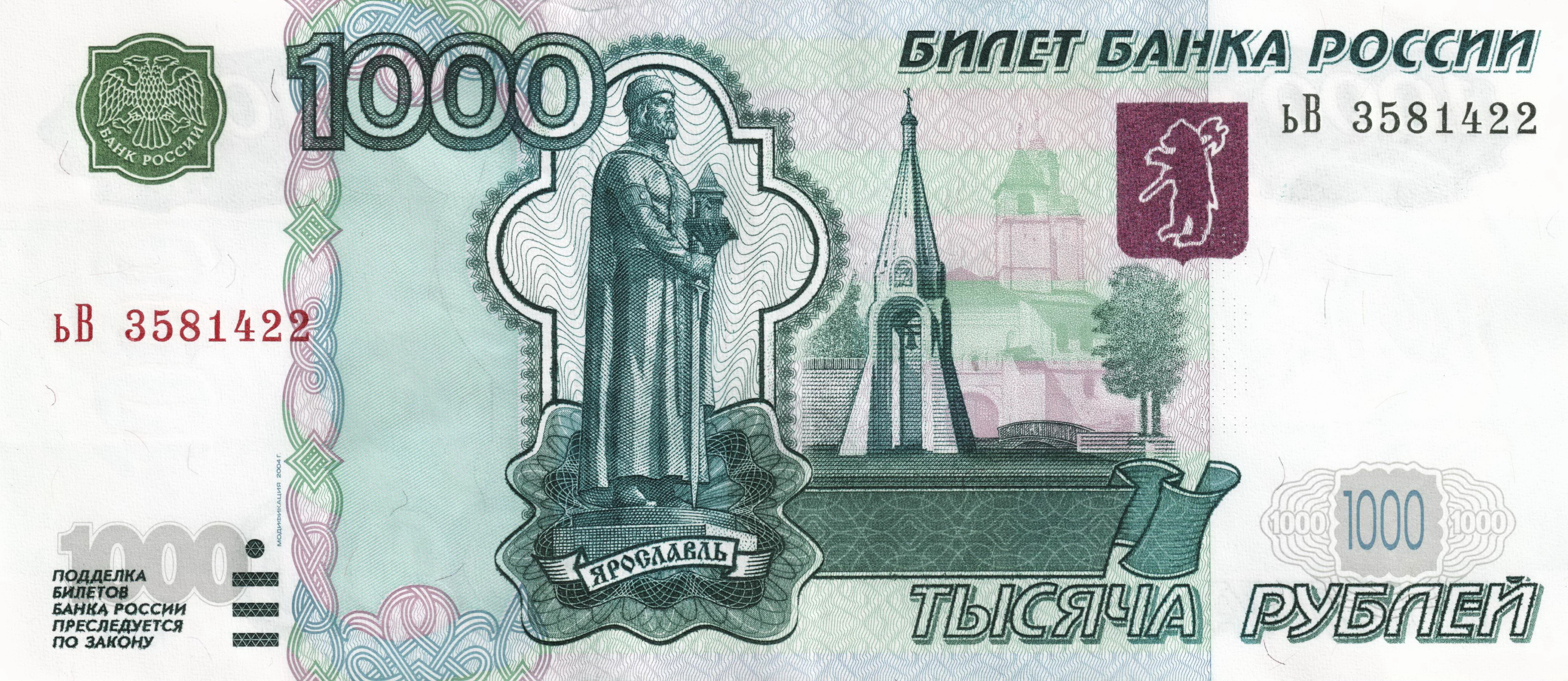
Российская купюра 1000 рублей Изображён Ярославль и скульптура легендарного основателя города — Ярослава
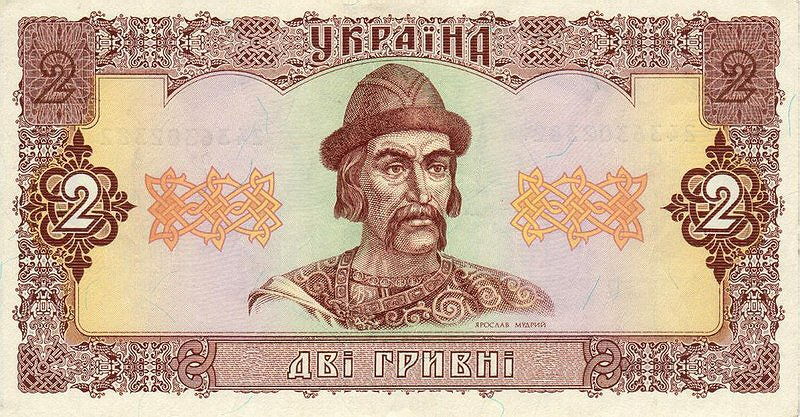
Украинская банкнота 2 гривны с портретом Ярослава, 1992 год
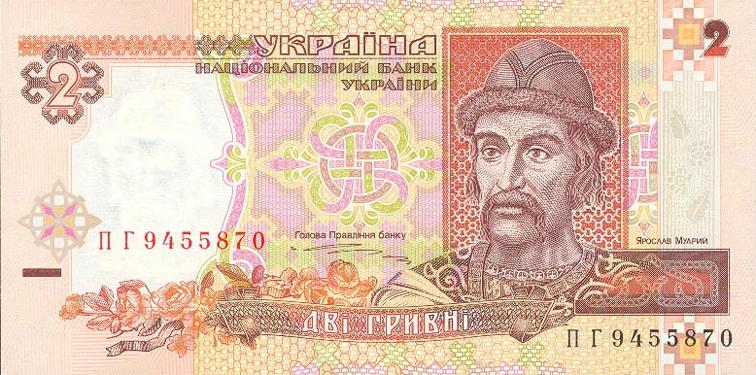
2 гривны, 1995 год
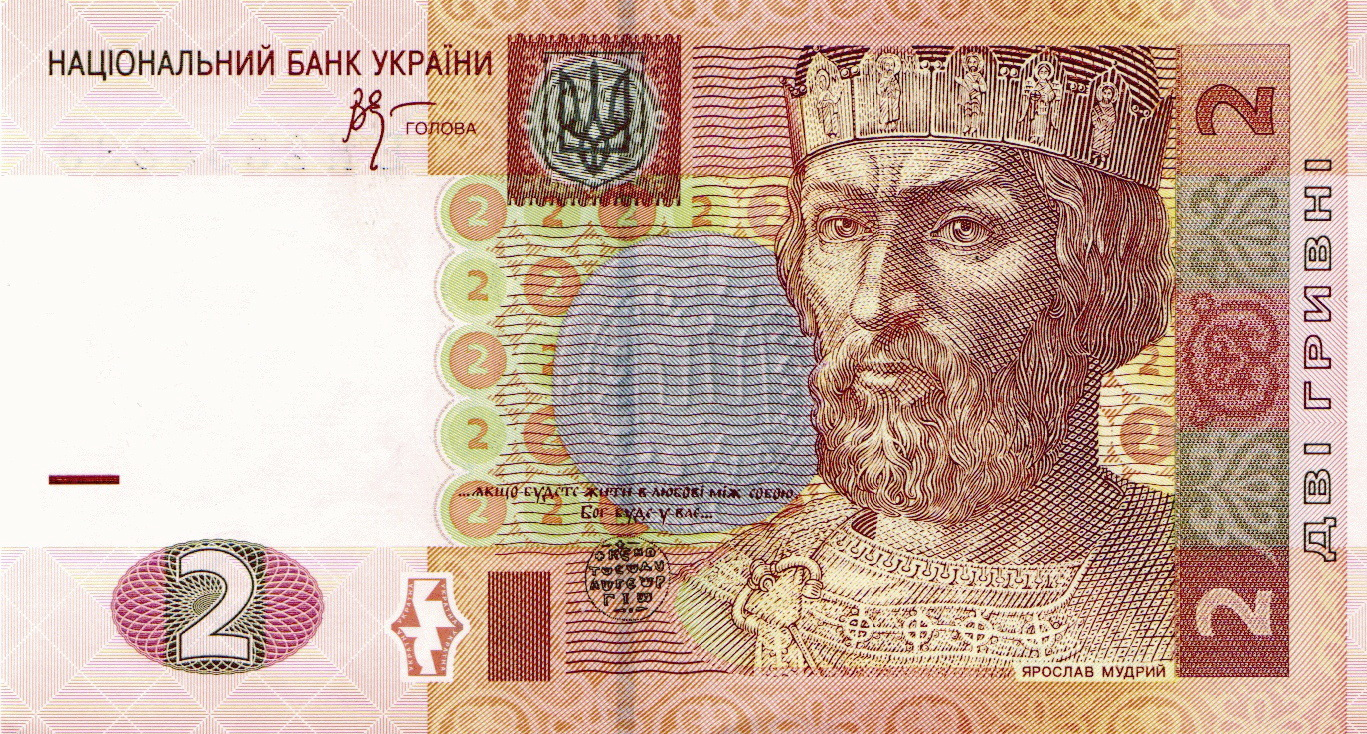
2 гривны, 2003 год
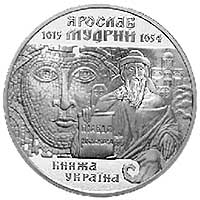
Украинская памятная монета 10 гривен, посвящённая Ярославу Мудрому
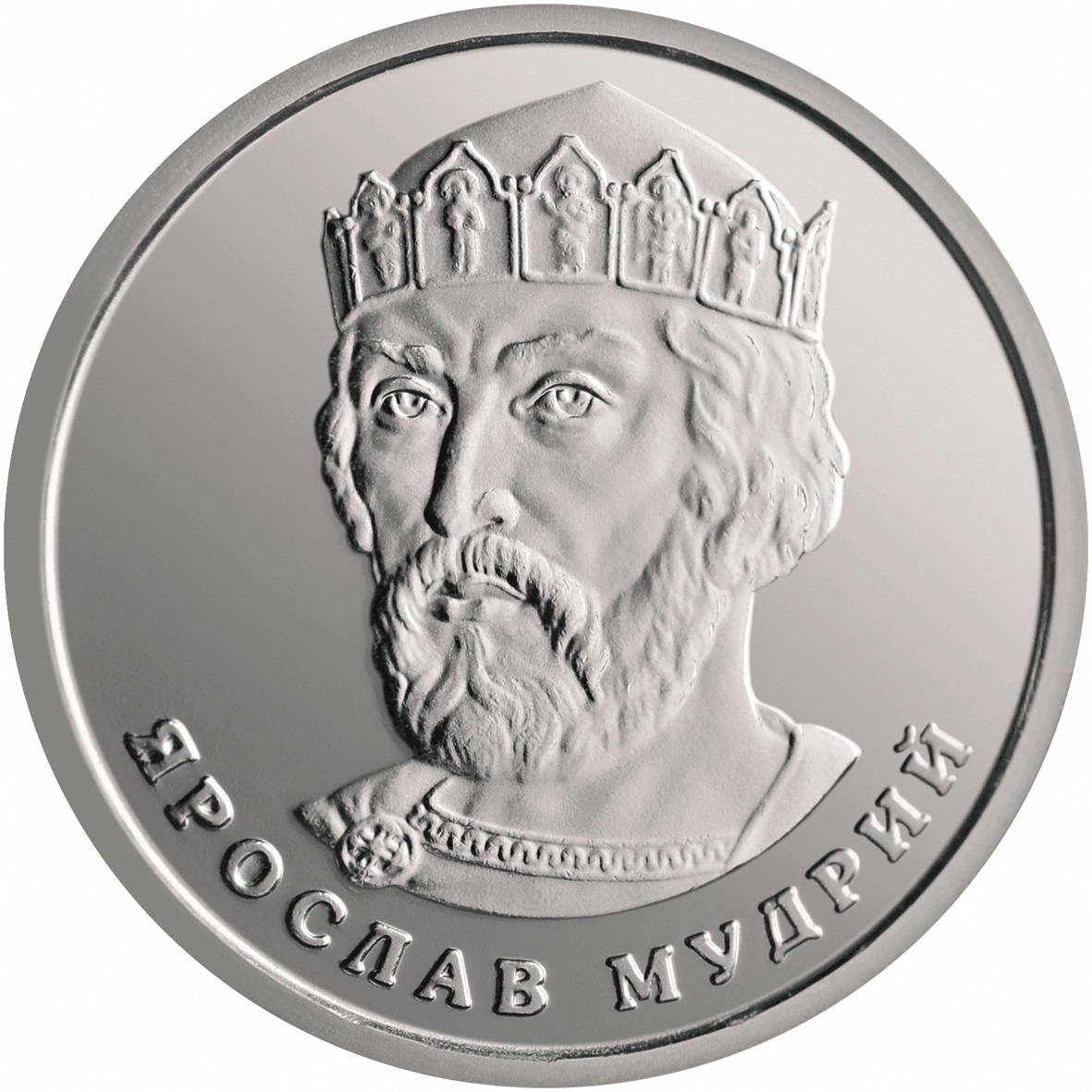
Украинская монета 2 гривны, посвящённая Ярославу Мудрому
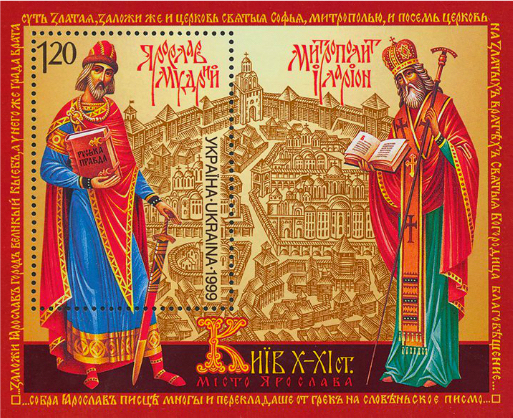
Почтовый блок Украины, 1999 год
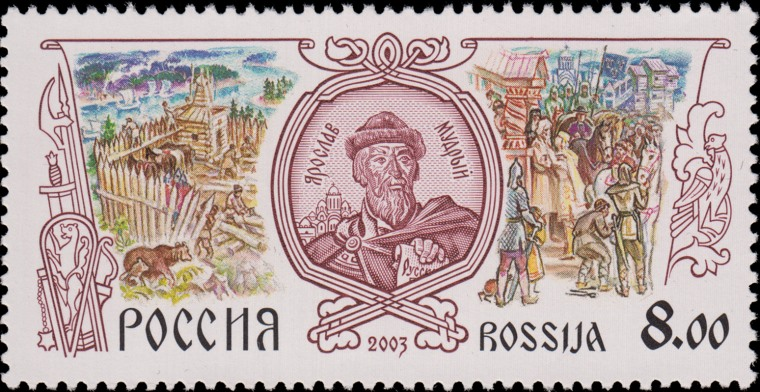
Почтовая марка России, 2003 год

### Прочее
- Новгородский государственный университет имени Ярослава Мудрого
- Национальный юридический университет имени Ярослава Мудрого (г. Харьков)
- Ярослава Мудрого (станция метро) (г. Харьков)
- Государственная награда Украины — Орден князя Ярослава Мудрого
- Ярослав Мудрый (сторожевой корабль)
- В 2008 году Ярослав Мудрый занял первое место в телепроекте «Великие украинцы».
- Легендарной стала «Библиотека Ярослава Мудрого», которую часто сравнивают с «Библиотекой Ивана Грозного»[88].
- В 2003 году была выпущена почтовая марка с изображением Ярослава Мудрого[89].

## Прозвище «Мудрый»
Древнерусские летописцы поднимают тему мудрости Ярослава, начиная с «похвалы книгам», помещённой под 1037 годом в «Повести временных лет», которая состояла, по их сказаниям, в том, что Ярослав мудр потому, что построил храмы Святой Софии в Киеве и Новгороде, то есть посвятил главные храмы городов Софии — премудрости Божией, которой посвящён главный храм Константинополя. Тем самым Ярослав объявляет, что Русская церковь стоит наравне с Церковью византийской. Упомянув о мудрости, летописцы, как правило, раскрывают это понятие, ссылаясь на ветхозаветного Соломона.
Прочно закрепившееся за князем Ярославом Владимировичем прозвище «Мудрый» появилось в историографии на рубеже XIX—XX веков. В летописях периодически встречаются лишь похожие единичные определения князя — «премудрый» и «богомудрый», чередующиеся с другими определениями. Первым историком, который подчеркнул мудрость Ярослава, был Николай Карамзин. Он писал, что «Ярослав заслужил в летописях имя Государя мудрого». Однако как прозвище эпитет «Мудрый» прочно закрепился за князем лишь в более поздней историографии.

## Образ в культуре

### В средневековой литературе
Ярослав — традиционный персонаж литературных произведений агиографического жанра — Житие Бориса и Глеба.
Сам факт убиения служит для древних летописцев излюбленной темой для отдельных сказаний. Всего «Сказание о Борисе и Глебе» сохранилось более чем в 170 списках, из которых старейшие и наиболее полные приписываются преподобному Нестору и черноризцу Иакову Мниху.
Там говорится, например, что после смерти Владимира власть в Киеве захватил пасынок Владимира Святополк. Опасаясь соперничества родных детей великого князя — Бориса, Глеба и других, — Святополк прежде всего подослал убийц к первым претендентам на стол в Киеве — Борису и Глебу. Гонец, посланный от Ярослава, передаёт Глебу весть о смерти отца и убийстве брата Бориса… И вот опечаленный скорбью князь Глеб плывёт по реке в ладье, и её окружают настигшие его враги. Он понял, что это конец, и промолвил смиренным голосом: «Раз уже начали, приступивши, свершите то, на что посланы». А сестра Ярослава Предслава предупреждает, что их брат Святополк собирается устранить и его.

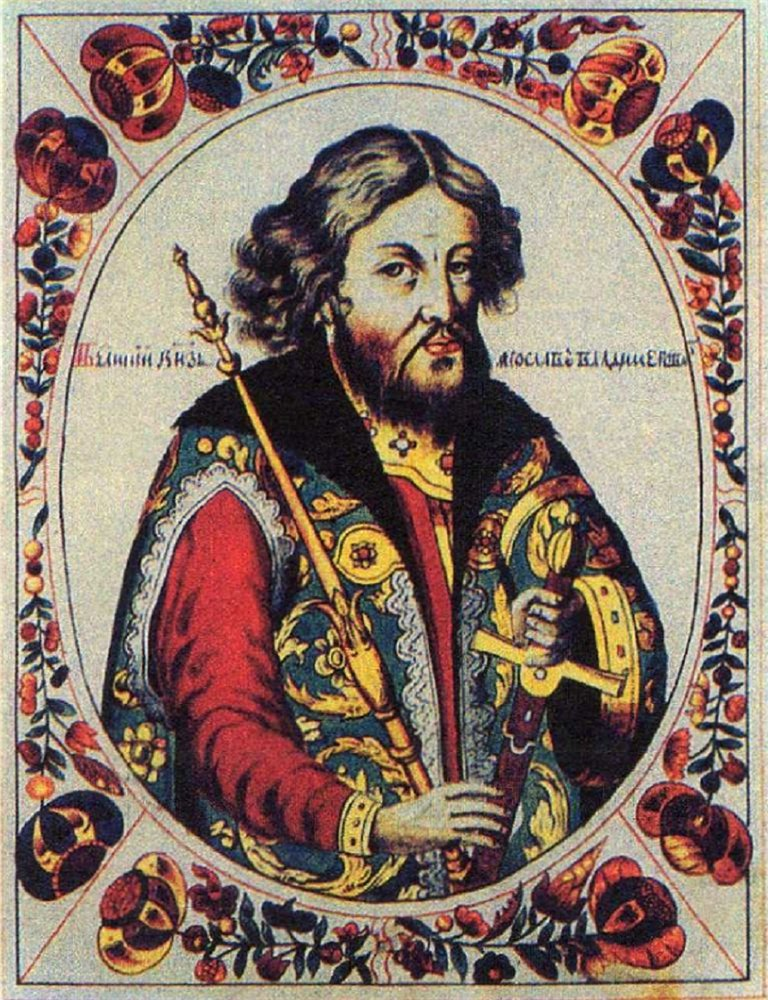
Портрет Ярослава Мудрого из Царского титулярника Алексея Михайловича, 1670-е

Также Ярослав упомянут в «Слове о Законе и Благодати» митрополита Илариона и в «Память и похвала князю Владимиру» Иакова Мниха.
Поскольку Ярослав был женат на Ингегерде — дочери шведского короля Олафа Шётконунга — и устраивал династические браки своих дочерей, в том числе Елизаветы (Эллисив) — с королём Норвегии Харальдом Суровым, он сам и его имя неоднократно упоминаются в скандинавских сагах, где он фигурирует под именем «Ярислейва Конунга Хольмгарда», то есть Новгорода.
В 1834 году профессор Санкт-Петербургского университета О. Сенковский, переведя на русский язык «Сагу об Эймунде», обнаруживает там, что варяг Эймунд вместе с дружиной был нанят Ярославом Мудрым. В саге рассказывается, как конунг Ярислейф (Ярослав) сражается с конунгом Бурислейфом (Борисом), причём в саге Бурислейфа лишают жизни варяги по распоряжению Ярислейфа. Затем некоторые исследователи на основании саги про Эймунда поддержали гипотезу, что смерть Бориса — «дело рук» варягов, присланных Ярославом Мудрым в 1017 году, учитывая то, что, по летописям, Ярослав, Брячислав и Мстислав отказались признать Святополка законным князем в Киеве.
Однако гипотеза Сенковского, основанная исключительно на данных «Саги об Эймунде», активным сторонником которой в настоящее время является историк-источниковед И. Н. Данилевский, доказывает возможную «причастность» Ярослава только к убийству Бориса («Бурицлейва»), но никак не Глеба, который в саге не упоминается вовсе.
В то же время известно, что после смерти князя Владимира лишь два брата — Борис и Глеб — заявили о своей верности новому киевскому князю и обязались «чтить его как отца своего», и для Святополка весьма странным было бы убивать своих союзников. До настоящего времени эта гипотеза имеет как своих сторонников, так и противников.
Также историки, начиная с С. М. Соловьёва, предполагают, что повесть о смерти Бориса и Глеба явно вставлена в «Повесть временных лет» позже, иначе летописец не стал бы снова повторять о начале княжения Святополка в Киеве.

### Вероятные прижизненные изображения

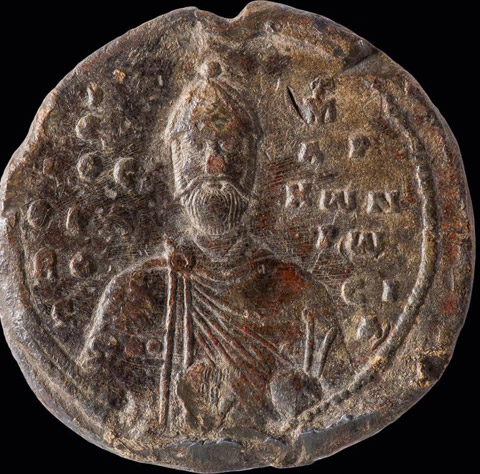
Одна из двух печатей Ярослава Мудрого с одной матрицы, обнаруженных на Украине осенью 2014 г., из частной коллекции
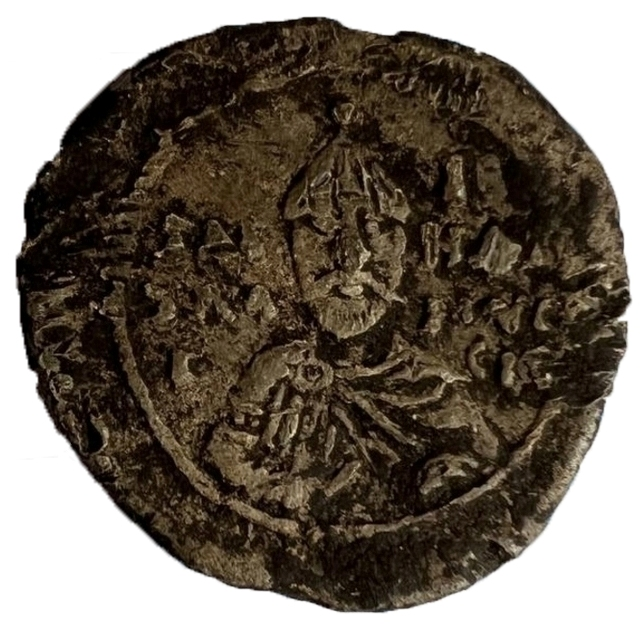
Печать Ярослава Мудрого, найденная в Черниговской области

### В современной литературе
Является второстепенным героем исторических романов:
- Валентина Иванова «Русь великая» (1961),
- Антонина Ладинского «Анна Ярославна — королева Франции» (1973),
- Павла Загребельного «Диво» (1968),

в исторической повести:
- Елизаветы Дворецкой «Сокровище Харальда»,

а также в повести:
- Бориса Акунина «Огненный перст» (2014).

### В живописи

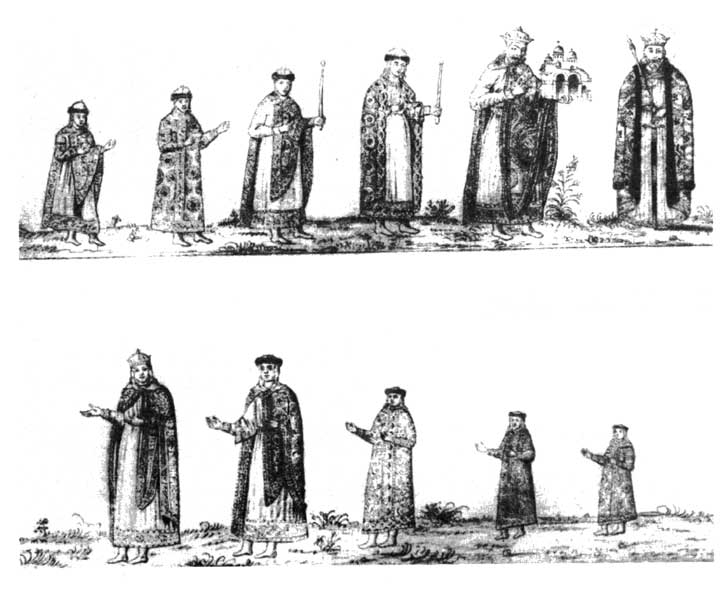
Семья Ярослава Мудрого. Рисунок А. ван Вестерфельда 1651 года с фрески Софийского собора в Киеве

Древнейший из портретов киевского князя был выполнен при его жизни на известной фреске в соборе святой Софьи. Часть фрески с портретами Ярослава и его жены Ингегерды утрачена. Сохранилась лишь копия А. ван Вестерфельда, придворного живописца литовского гетмана А. Радзивила, сделанная в 1651 году с ещё целой фрески.

### В музыке
- Ярослав Мудрый (опера Мейтуса)
- Кантата «Ярослав Мудрый» Александра Розенблата — вокально-симфонические картина для солистов, хора и оркестра в 11 частях, поэтическое либретто П. Гладилина[96]. Премьера состоялось в 2002 году в Большом зале Московской консерватории. Исполнители: Государственный академический симфонический оркестр России, хор Академии хорового искусства (художественный руководитель В. Попов) под управлением приглашенного из Киева дирижёра В. Кожухаря.

### В кино
- «Ярославна, королева Франции» (1978; СССР) режиссёр Игорь Масленников, в роли князя Ярослава — Кирилл Лавров.
- «Ярослав Мудрый» (1981; СССР) режиссёр Григорий Кохан, в роли Ярослава — Юрий Муравицкий, Ярослав в детстве — Марк Гресь.
- «Сага древних булгар. Лествица Владимира Красное Солнышко» (2004, Россия) — Ярослав, один из малолетних сыновей Рогнеды.
- «Ярослав. Тысячу лет назад» (2010; Россия), режиссёр Дмитрий Коробкин, в роли Ярослава — Александр Ивашкевич.
- «Рюриковичи. История первой династии»(2019; Россия) — докудрама, режиссер Максим Беспалый. В роли Ярослава — Алексей Фролов
- «Викинги: Вальхалла» (телесериал, 2022—2023, США), режиссёр Нильс Арден Оплев, в роли Ярослава — Марчин Дорочиньский.

## Комментарии
1. 1 2  Некоторые историки сомневаются, что такой сын Ярослава существовал.
2. ↑  Согласно сообщениям летописей Владимир княжил в Киеве 37 лет. Кроме того Иаков Мних указывает дату 11 июня 6486 (978) года[22][23].
3. ↑  Здесь не учитывается Изяслав, выбывший из счёта из-за истории с покушением его матери Рогнеды на жизнь Владимира.
4. ↑  Под Бурислейфом из саги исследователи понимают Святополка Окаянного[56].

Сребреник Ярослава Владимировича с изображением святого Георгия

5. ↑  По другим источникам — в 1017 году, но возможно назвать и 1015 год, так как в «Саге об Эймунде» она упоминается ещё до первого нападения Святополка
6. ↑  О судьбе первой жены, Анны, захваченной Болеславом Храбрым в Киеве, ничего не известно[57].
7. ↑  Скелет женщины 50—60 лет, по мнению антрополога Сергея Никитина, с большой степенью вероятности принадлежит его близкой родственнице.
8. ↑  Н. М. Карамзин считал, что Вячеслав был женат на Оде, дочери графа Леопольда Штаденского, однако сейчас считается, что она была женой Святослава — старшего брата Вячеслава.
9. ↑  Ранее считалось, что он был женат на германской принцессе Кунигунде, графине Орламюнде. Современные исследователи полагают её женой Ярополка Изяславича.
10. ↑  Разделения церквей на католическую и православную в 1031 году, когда раскрыли мощи Олафа Святого, погибшего в битве в 1030, ещё не было; оно произошло в 1054 году.
11. ↑  Прославление княгини Ирины, в монашестве Анны как святой произошло через четыреста лет после разделения церквей на католическую и православную в 1054 году.
12. ↑  Прославление князей Бориса и Глеба как святых произошло после кончины Ярослава Мудрого, после разделения церквей 1054 года на католическую и православную.